# Voßwinkel
Voßwinkel ist ein 13,965 km² großer Stadtteil von Arnsberg im Hochsauerlandkreis (Nordrhein-Westfalen) mit 2373 Einwohnern. Die Bevölkerungsdichte beträgt somit 175 Einwohner pro km².
Der Ortsname setzt sich aus dem Grundwort „Winkel“, das abgelegene oder eingegrenzte Orte oder „Ecken“ bezeichnet, und dem plattdeutschen Bestimmungswort „Voß“ für Fuchs. Voßwinkel bezeichnet also einen entlegenen Ort, für den das Vorkommen von Füchsen charakteristisch war.

## Lage

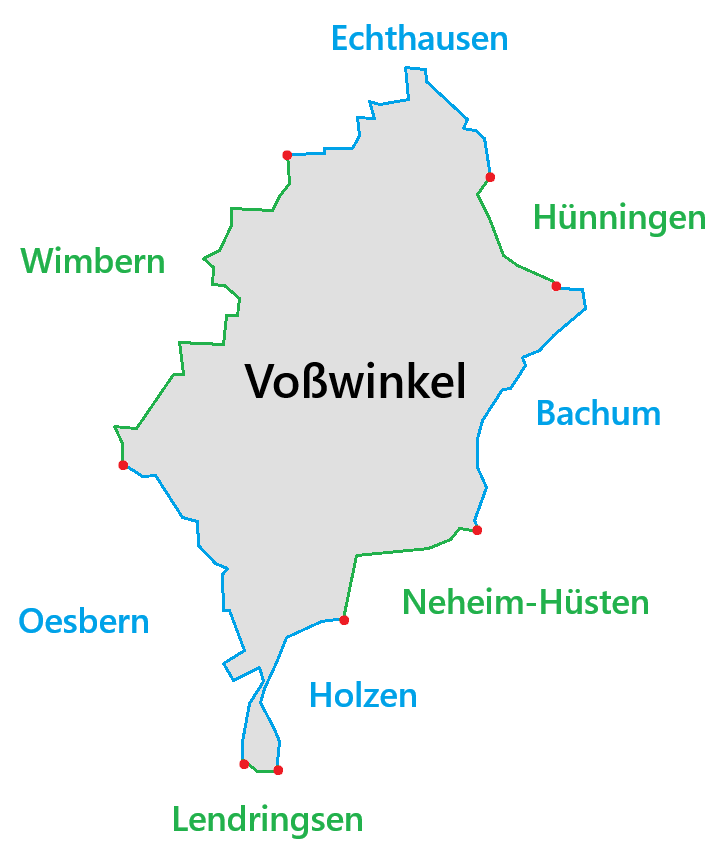
Voßwinkel innerhalb der Nachbarorte

Voßwinkel liegt südwestlich des Verlaufes der Ruhr zwischen Neheim und Wickede (Ruhr). Innerhalb der Stadt Arnsberg grenzt Voßwinkel an die Stadtteile Bachum und Holzen, außerhalb Arnsbergs an die Orte Wimbern und Echthausen, die der Gemeinde Wickede (Ruhr) und dem Kreis Soest angehören. Im Westen und Süden des Dorfes grenzt der Ort an den Lüerwald, einem großen Wald- und Naturschutzgebiet zwischen der Stadt Arnsberg und der Stadt Menden (Märkischer Kreis).
Zu Voßwinkel gehören neben dem Ortskern die Häusergruppen Bellingsen, Stockey, Höllinghofen, Bürmann, im Schee und Voßwinkel-Alter Bahnhof sowie der Haarhof und die Forsthäuser „an der Sägemühle“.
Die höchste Erhebung Voßwinkels ist der Hensenberg mit 293 m ü. NN, der niedrigste Punkt (und gleichzeitig der niedrigste Punkt des Hochsauerlandkreises) ist auf der Ruhraue, westlich der Ruhr bei Haus Füchten, zu finden. Diese liegt auf einer Höhe von minimal 144 m ü. NN.
Eine Kuriosität ist der „Voßwinkeler Tropfen“. Im Süden des Dorfes, südlich Hensenberg, nähern sich die West- und die Ostgrenze bis auf etwas über 9 m an. 1585 m weiter südlich weitet sich dann das Ortsgebiet Voßwinkels wieder auf 366 m um sich dann bis zur 314 m entfernten Südgrenze (gleich Straße Bieberkamp) wieder auf eine Breite von 174 m zu verengen. Hierdurch entsteht auf der Landkarte des Ortes an der Südspitze die Gestalt eines Tropfens.
Eine weitere Besonderheit Voßwinkels ist die Randlage im Hochsauerlandkreis mit Schnittpunkt von Grenzen zu zwei weiteren Kreisen zu dem sog. „Dreikreisepunkt“. Gemeint ist der westlichste Grenzpunkt Voßwinkels, der gleichzeitig gemeinsamer Grenzpunkt des Hochsauerlandkreises, des Märkischen Kreises und des Kreises Soest ist. Er liegt in Wimbern in der Lütkenheide, in Oesbern am Bockstall und in Voßwinkel südwestlich des Hainenbergs in Nähe des Oesber Baches. Im Jahr 1970 wurde der Grenzpunkt bei der „Wickeder Schnad“ durch einen Schnadestein markiert.
An gleicher Stelle haben im Jahr 2008 die Kommunen Arnsberg, Menden und Wickede im Rahmen des gemeinsamen ILEK-Prozesses  Wald, Wasser, Wirtschaft zum Abschluss einen Gedenkstein und eine Ruhebank aufgestellt.

### Nachbarorte

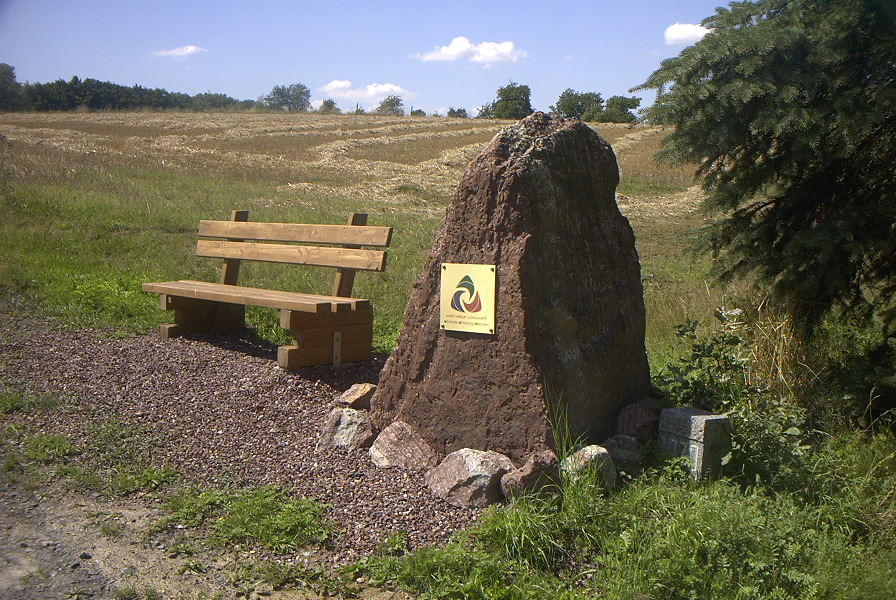
Dreikreisepunkt mit ILEK- und Schnadestein

| Wimbern     | Echthausen                                  | Hünningen     |
| Oesbern     | Kompassrose, die auf Nachbargemeinden zeigt | Bachum        |
| Lendringsen | Holzen                                      | Neheim-Hüsten |

## Geschichte

### Ortsgeschichte
Die erste urkundliche Erwähnung findet sich im Jahre 1187. Hier tritt in einer Urkunde des Erzbischofs Philipp ein Gerhardus  de Vosswinckele als Zeuge auf. Genannt: Lubert von Voßwinkel, der Odenhausen (bei Neheim) als Lehen besaß. Im Jahre 1214 wird die Kirche von Voßwinkel in einer Urkunde des Klosters Oelinghausen erstmals erwähnt. Ferner steht in einer Urkunde des Dechanten Heinrich von Iserlohn aus dem Jahre 1231 in der Reihe der übrigen Zeugen der Pfarrer Elricus de Vosswinckele. Bereits in der Zeit der Arnsberger Grafen gab es in Voßwinkel also eine eigene Pfarrgemeinde, die noch längere Zeit Teil des Kirchspiels Hüsten blieb. In weiteren Urkunden werden Heinrich von Voßwinkel, als Bruder des Propstes von Marsberg und ein anderer Heinrich von Voßwinkel, der 1295 einen Wald dem Kloster Oelinghausen geschenkt hatte, erwähnt.
Einer der Ursprünge des Ortes war der Wiethoff, der von dem Geschlecht der Edlen von Voßwinkel bewohnt wurde. Zu den ersten Höfen zählten daneben der Haarhof, der Niederhof (Gut Nierhof), der 1344 zum Adelsgeschlecht Freseken gehörte, Haus Höllinghofen sowie Höfe der Geschlechter Blumenthal, von Plettenberg, von Bredenol und von Boynen.
Das Kloster Oelinghausen hatte auf der Voßwinkeler Flur langjährigen Besitz. Es erwarb durch Kauf im Jahr 1328 eine Hufe Voßwinkeler Landes, 1413 ein abgeschlossenes Gut, den so genannten „Dreckhof“ und 1475 neun Morgen Ackerland. 1387 wird unter den Besitzungen des Klosters auch eine Scheune „im Kirchhofe“ zu Voßwinkel erwähnt, die dem jeweiligen Pastor zur Benutzung überlassen ist. Der „Dreckhof“ war jahrhundertelang im Besitz des Klosters und wurde stets verpachtet. Der Erbpächter hatte einen einmaligen Erbgewinn zu entrichten, doch nach dem Dreißigjährigen Krieg verlangte das Kloster außerdem „landläufigen“ Gewinn. Im Heberegister des Klosters von 1657 heißt es „Obschon jetziger Dreckhof … dem Kloster volschuldigh und leibeigen geboren, muss doch der Hof wie landgebräuchlich gewunnen werden“. Auch der Haarhof befand sich im Besitz des Klosters Oelinghausen, denn im Heberegister steht „Wie auch jetziger colonus vom harhoff leibeigengeborn ist, muss aber nun und hinfuhro alle 12 jahr oder wie landtgebrauchlich und als offt einer von den inhabern stirbt, ganz oder halb gewinnen.“
Seit der Mitte des 14. Jahrhunderts erscheinen die Wulffe von Lüdinghausen als Burgmänner von Neheim im Besitz des Haupthofes zu Voßwinkel. So erhielt Heinrich Wulf von Lüdinghausen 1364 den Haupthof zum Lehen. Ein Nachkomme Heinrich Wulfs wurde 1415 vom Erzbischof belehnt mit dem Burglehen in Neheim und dem Hof- und Holzgericht zu Voßwinkel. Die Wulfe wohnten später auf Haus Füchten, das sie durch Verheiratung mit denen von Uffeln bei Werl erhalten hatten. Eine Erbtochter dieses Geschlechtes heiratete den Arnold Christoph von der Horst, der 1678 das Burglehen zu Neheim erhielt, den Hof zu Voßwinkel, Hof- und Holzgericht und die erzbischöflichen Dienste zu Voßwinkel. Der Sohn Arnold Friedrich konnte 1695 mit der kurfürstlichen Erlaubnis das Voßwinkeler Lehen für 1000 Taler seinem Schwager von Droste zu Amecke veräußern. Die Nachkommen des Letzteren besaßen die Güter und Rechte bis zum Erlöschen ihres Geschlechts Ende des 18. Jahrhunderts.

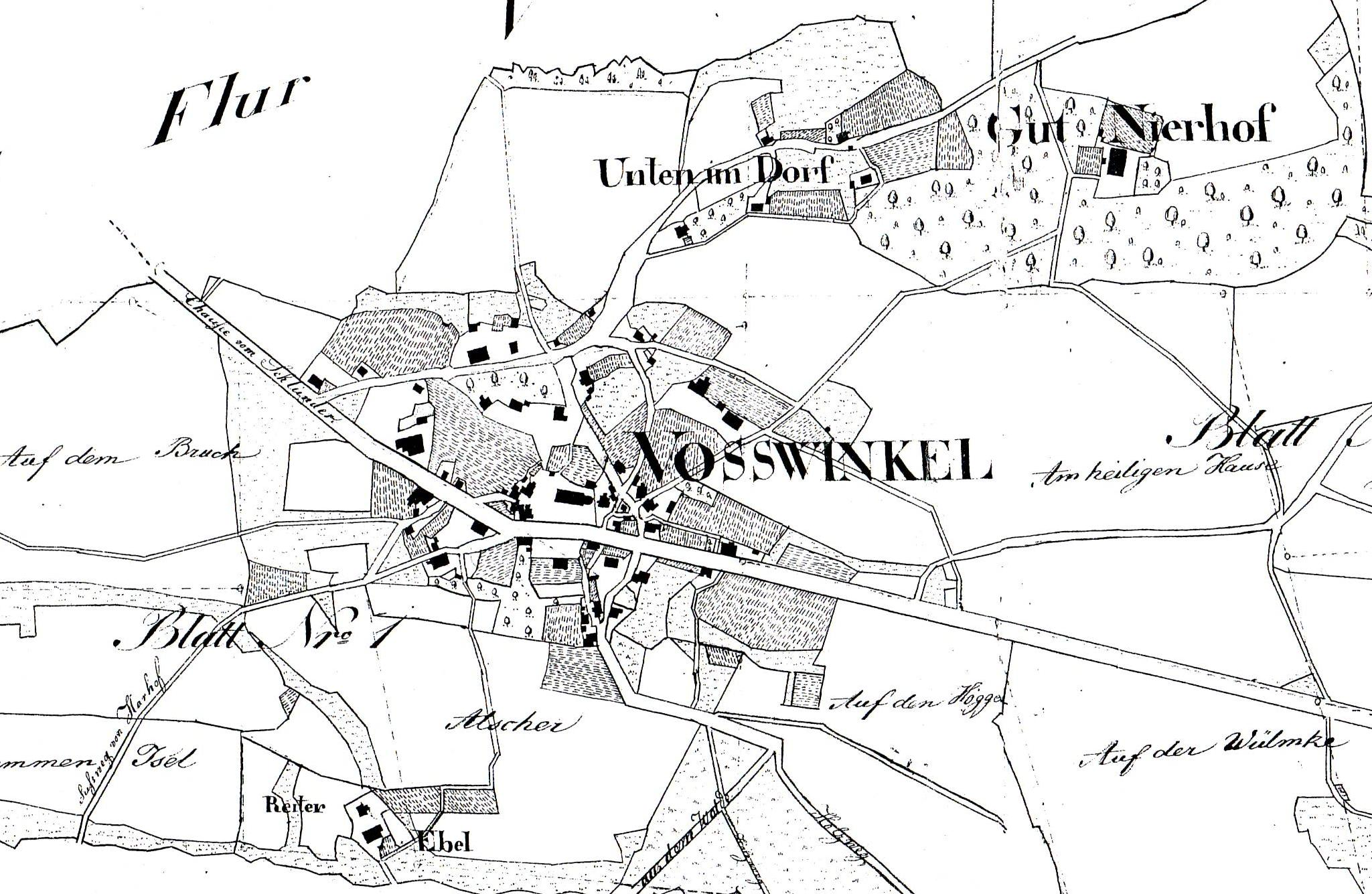
Voßwinkel um 1827

Voßwinkel gehörte im Herzogtum Westfalen fast 400 Jahre lang zur Verwaltung der Erzbischöfe von Köln als Grundherrschaft im Quartal Werl. Am 6. Oktober 1802 besetzten Truppen des Großherzogs Ludwig X. von Hessen-Darmstadt als Ausgleich für seine an Napoleon verlorenen linksrheinischen Gebiete das kurkölnische Sauerland. Im Zuge der Neugliederung seiner Besitzungen kamen Voßwinkel und Bachum mit den zum Patrimonialgericht Voßwinkel des Hauses Füchten gehörenden Wohnplätzen Voßwinkel, Haarhof, Nierhof, Höllinghofen, und den Kolonisten auf der Höllinghofer Heide mit im ganzen 512 Einwohnern am 22. September 1807 zum Amt Menden.
Von den Hessen wurde die heutige Bundesstraße 7 (Voßwinkeler Straße), damals die Chaussee vom Schlünder, gebaut. Die Herrschaft Ludwig X. dauerte nur 13 Jahre, denn nach dem Wiener Kongress wurde am 30. Januar 1816 das Herzogtum Westfalen den Preußen übergeben. Das Kirchspiel Voßwinkel kam am 15. Juli 1816 an die Krone Preußens und 1817 durch die Gründung des Kreises an den Kreis Iserlohn (der unter anderem die Stadt und das Amt Menden umfasste), dann aber bereits mit Datum vom 1. Januar 1819 zum Kreis Arnsberg. Im Jahr 1837 wurde das Amt Hüsten als eigener Verwaltungsbezirk neu gegründet und die Einsassen der 16 Gemeinden der drei Kirchspiele Hüsten, Voßwinkel und Enkhausen kamen zum Amtssitz des Bürgermeisters Rühl in Hüsten. Mit der preußischen Landgemeindeordnung von 1841 wurde ein Gemeinderat mit einem vom Landrat ernannten Ortsvorsteher in Voßwinkel von den beiden privilegierten Klassen, den Meistbeerbten und den Rittersgutbesitzern, gewählt. Von 1830 bis 1880 erfolgte in sieben verschiedenen sogenannten Rezessen mit großem juristischem Aufwand die Markenteilung und die Ablösung der Huderechte in Voßwinkel und den angrenzenden Gemeinden.
Bis zur zweiten Hälfte des 19. Jahrhunderts war Voßwinkel, mit Ausnahme von kleineren Ziegeleien die aus Voßwinkeler Tonschiefer Ziegelsteine und Dachpfannen herstellten, eine rein bäuerliche Gemeinde. Im Zuge der Industrialisierung mussten die Einwohner, die nicht auf eigenem Grund und Boden oder in den Diensten der Boeselager’schen Gutsverwaltung/Schloss Höllinghofen standen, lange Anmarschwege in Kauf nehmen, um in den aufstrebenden Nachbargemeinden Neheim, Hüsten und Wickede zu arbeiten. Dieses änderte sich, als im Jahre 1871 die Gebrüder Theodor und Egon Cosack die erste für Voßwinkel nennenswerte Fabrik fast gegenüber der St. Urbanus Kirche errichteten. Bis zum Jahr 1921 wurden dort mit über 100 Beschäftigten Polsternägel produziert, danach erfolgte die Umstellung auf die Herstellung von Kartonagen.
Am 9. November 1885 wurde in Voßwinkel die Spar- und Darlehenskasse für Voßwinkel, Bachum und Wimbern nach dem System des Friedrich Wilhelm Raiffeisen als Genossenschaftsbank durch Zusammenschluss von 78 Bankmitgliedern gegründet.
Am 1. April 1886 bekam der Ort eine sog. Posthülfstelle für das Unterdorf, die ab dem 1. April 1892 mit Ausdehnung auf alle Dorfbereiche als Postagentur der Reichspost weitergeführt wurde. Am 13. Juni 1894 wurde die Telegrafenlinie Neheim-Voßwinkel in Betrieb genommen.
Im Jahre 1897 bekam Voßwinkel einen eigenen Bahnhof an der Oberen Ruhrtalbahn und die im Jahr 1900 in der Nähe des Bahnhofes gebaute größere Ringofenziegelei erhielt einen eigenen Anschluss. In der gleichen Zeit entstand am Bahnhof eine Zweigstelle der Firma Louis Arens aus Menden, die mit 40 Arbeitern vorwiegend Polsternägel – wie auch die Firmen „Wittmann“ und „Schäfer“ an der Alscherstraße – herstellte. Am 13. Juli 1899 wurde die erste Bäckerei (Bäckerei Voß, heute Bäckerei Coerdt) in Betrieb genommen.
Am 24. Oktober 1921 wurde Voßwinkel an das elektrische Netz angeschlossen, was die Gemeinde 400.000 Reichsmark kostete. Der Betrag wurde im Wesentlichen durch Schenkungen des Hauses von Boeselager auf Schloss Höllinghofen und von Firmen, Jagdpächtern und Landwirten aufgebracht.
1938 wurde als weitere größere Fabrik inmitten des Dorfes an der Südstraße die Werkzeugbauanstalt Rittinghaus Söhne (heutige Gebäude der Firma Stock Industrie- und Hallenbau) errichtet und bereits im Jahr 1939 erweitert.
Im Zweiten Weltkrieg entstand im Bereich des Bahnhofes ein Lager der Organisation Todt (OT-Lager) mit Zwangsarbeitern, wahrscheinlich für Aufräumarbeiten im Rahmen der Möhnekatastrophe. Weitere Lager waren in Höllinghofen sowie von 1942 bis 1945 mitten im Ort im Saalbau Schlüter für Zwangsarbeiter der Firmen Cosack Kartonagen und Rittinghaus & Söhne. Am 14. April 1945 wurde Voßwinkel von den amerikanischen Truppen besetzt. Während des Krieges gab es unter der Zivilbevölkerung in Voßwinkel eine Tote, die bei einem Bombenangriff starb. Bei einem Tieffliegerangriff auf den Bahnhofsbereich Anfang April 1945 wurde ein Angehöriger der Organisation Todt tödlich getroffen. Er wurde auf dem Voßwinkeler Friedhof beigesetzt.

Voßwinkel-Logo zum Jubiläum 2012 an einer Hauswand

Nach dem Zweiten Weltkrieg wuchs die Einwohnerzahl insbesondere durch die Aufnahme von 350 Flüchtlingen aus den Ostgebieten. Anfang der 1950er Jahre wurde die Siedlung „Am Stakelberg“ (früher Sonnenufer) gebaut, in den 1960er Jahren kam die Siedlung „Höggenbach“ (untere Alscherstraße) hinzu.
1951 erfolgte der Bau der Wasserleitung und die heutige Voßwinkeler Straße bekam Anschluss für das Gasnetz. Im gleichen Jahr entstand der stattliche Neubau der Ziegelei am Bahnhof.
Im Jahr 1969 erhielt Voßwinkel ein völlig neues Gesicht, da die als Durchgangsstraße verlaufende Bundesstraße 7 neu hergestellt wurde. Die rechts und links der Straße stehenden großen Linden, die einen Alleecharakter erzeugten, wurden gefällt, um die Straße zu verbreitern; auf beiden Seiten wurden Bürgersteige angelegt und auf einer großen Länge Längsparkstreifen gebaut.
Mit der kommunalen Neugliederung am 1. Januar 1975 durch das Sauerland/Paderborn-Gesetz verlor die Gemeinde Voßwinkel ihre Selbstständigkeit und wurde der heutigen Stadt Arnsberg als Stadtteil angegliedert.
Eine besondere Veränderung im Ortsbild und -charakter erfolgte im Jahr 1982 mit dem Abriss der mitten im Ort stehenden Kartonagenfabrik Cosack und deren Umzug ins benachbarte Industriegebiet Bergheim. Die Ortskernsanierung, aber auch expandierende Gründe der Firma Cosack waren für diesen Schritt ausschlaggebend. Acht Jahre dauerte es dann noch, bis die entstandene Brache mit Häusern, einem kleinen Platz mit Bänken und einem Dorfbrunnen bebaut und im Jahr 1990 feierlich eingeweiht wurde. Dieser Dorfmittelpunkt trägt sowohl in Amtssprachen wie auch im Volksmund den Namen „Gelände Cosack“ oder „Cosack’sches Gelände“. Auf besagtem Gelände befindet sich heute ein Mehrfamilienhaus mit Wohnungen im Obergeschoss und einer Postfiliale im Erdgeschoss. Die zuvor als Bäckerei und Getränkemarkt genutzten Räumlichkeiten sind leerstehend. 
Im Jahr 2012 feierte der Ortsteil sein 825-jähriges Bestehen mit umfangreichen Aktionen und Festivitäten.

### Einwohnerentwicklung
| Jahr | Einwohner | Quelle |
| ---- | --------- | ------ |
| 1536 | 140       |        |
| 1685 | 170       |        |
| 1717 | 240       |        |
| 1818 | 518       |        |
| 1914 | 1052      |        |
| 1930 | 1257      | [ 14 ] |
| 1939 | 1314      |        |
| 1946 | 1635      |        |
| 1961 | 1850      | [ 13 ] |
| 1970 | 2067      | [ 13 ] |
| 1974 | 2147      | [ 15 ] |
| 1975 | 2229      | [ 16 ] |
| 1994 | 2335      |        |
| 2000 | 2542      | [ 1 ]  |
| 2001 | 2519      | [ 1 ]  |
| 2002 | 2544      | [ 1 ]  |
| 2003 | 2524      | [ 1 ]  |

| Jahr | Einwohner | Quelle |
| ---- | --------- | ------ |
| 2004 | 2544      | [ 1 ]  |
| 2005 | 2557      | [ 1 ]  |
| 2006 | 2536      | [ 1 ]  |
| 2007 | 2523      | [ 1 ]  |
| 2008 | 2533      | [ 1 ]  |
| 2009 | 2508      | [ 1 ]  |
| 2010 | 2495      | [ 1 ]  |
| 2011 | 2497      | [ 1 ]  |
| 2012 | 2515      | [ 1 ]  |
| 2013 | 2456      | [ 1 ]  |
| 2014 | 2452      | [ 1 ]  |
| 2015 | 2439      | [ 1 ]  |
| 2016 | 2409      | [ 1 ]  |
| 2017 | 2402      | [ 1 ]  |
| 2018 | 2399      | [ 1 ]  |
| 2019 | 2385      | [ 1 ]  |

| Jahr | Einwohner | Quelle |
| ---- | --------- | ------ |
| 2020 | 2362      | [ 1 ]  |

Nach dem Alter und dem Geschlecht können die Bewohner Voßwinkels wie folgt aufgeteilt werden:
| Jahr | 0 bis 5 Jahre | 6 bis 17 Jahre | 18 bis 25 Jahre | 26 bis 39 Jahre | 40 bis 64 Jahre | 65 Jahre und älter | Gesamt | davon männlich | davon weiblich |
| ---- | ------------- | -------------- | --------------- | --------------- | --------------- | ------------------ | ------ | -------------- | -------------- |
| 2007 | 134           | 392            | 199             | 441             | 896             | 461                | 2533   | 1268           | 1255           |
| 2009 | 128           | 397            | 194             | 392             | 933             | 464                | 2508   | 1258           | 1250           |

Das demografische Potenzial des Dorfes beträgt nach der statistischen Billeter-Maßzahl J = −0,32. Im Vergleich zur Gesamtstadt Arnsberg (J = −0,48) oder dem Land NRW (J = −0,45) weist damit der Ort überdurchschnittliche Entwicklungsmöglichkeiten auf.

## Politik

### Vorsteher/Bürgermeister/Bezirksausschuss/Ehrenbeamter
- 1844–1850 Vorsteher Caspar Anton Hollmann gnt. Harhoff[19][20]
- 1850–1851 Vorsteher Kaspar Risse gnt. Dreckhoff[19]
- 1852 Vorsteher Johann Hertin[19]
- 1852–1860 Vorsteher Kaspar Fildhaut[19]
- 1860–1864 Vorsteher Heinrich Schroer[19]
- 1864–1874 Vorsteher Anton Hauschulte gen. Oberdick[21][19]
- 1874–1897 Vorsteher Heinrich Heymer gnt. Schroer[19] [22]
- 1897–1914 Vorsteher Heinrich Deimel gnt. Schulte[23][24][19]
- 1914–1919 Vorsteher Anton Lange[23] [19]
- 1919–1936 Vorsteher Heinrich Coerdt[23] [19]
- 1936–1945 Bürgermeister Franz Neuhaus[23] [19]
- 1946–1969 Bürgermeister Heinrich Lange
- 1969–31. Dezember 1974 Bürgermeister Josef Schreiber
- 1975–1984 Ortsvorsteher Josef Schreiber
- 1984–1989 Ortsvorsteher Heinrich Knoche
- ab 1989 übernahmen der Bezirksausschuss Voßwinkel-Bachum[25] sowie ein gewählter örtlicher Ehrenbeamter die Aufgaben der Ortsvorsteher
  - 1989–1994 CDU 3 Mitglieder, SPD 5 Mitglieder; Vorsitzender Alex Paust; Ehrenbeamter Michael Rademacher
  - 1994–1999 CDU 3 Mitglieder, SPD 5 Mitglieder; Vorsitzender Alex Paust; Ehrenbeamter Michael Rademacher
- ab 1999 besteht allein der Bezirksausschuss Voßwinkel-Bachum. Der örtliche Ehrenbeamte wurde abgeschafft
  - 1999–2004 CDU 5 Mitglieder, SPD 4 Mitglieder; Vorsitzende Petra Senske
  - 2004–2009 CDU 6 Mitglieder, SPD 3 Mitglieder; Vorsitzende Petra Senske
  - 2009–2014 CDU 5 Mitglieder, SPD 3 Mitglieder, FDP 1 Mitglied; Vorsitzende Petra Senske
  - 2014–2020 CDU 5 Mitglieder, SPD 3 Mitglieder, Bündnis 90/Die Grünen 1 Mitglied; Vorsitzende Petra Senske, nach Verzicht auf das Mandat seit November 2016 Andreas Sedlaczek
  - 2021–heute CDU 4 Mitglieder, SPD 2 Mitglieder, Bündnis 90/Die Grünen 1 Mitglied, Die Fraktion 1 Mitglied, AFD 1 Mitglied, 1 Sachkundiger Bürger ohne Fraktion

### Ergebnisse der Kommunalwahlen ab 1975, Wahlen zum Rat der Stadt Arnsberg
Liste ohne die Splitterparteien (Angaben in Prozent)
| Jahr | CDU  | SPD  | FDP | Grüne | aus Voßwinkel direkt gewählt wurde                               | über die Parteilisten wurde aus Voßwinkel gewählt                   |
| ---- | ---- | ---- | --- | ----- | ---------------------------------------------------------------- | ------------------------------------------------------------------- |
| 1975 | 67,3 | 27,5 | 5,2 |       | Franz-Josef Schiffmann (CDU)                                     | Alex Paust (SPD)                                                    |
| 1979 | 58,3 | 39,6 | 1,7 |       | Franz-Josef Schiffmann (CDU)                                     | Alex Paust (SPD)                                                    |
| 1984 | 37,9 | 54,3 | 3,2 | 3,6   | Alex Paust (SPD)                                                 | Manfred Sedlaczek (CDU)                                             |
| 1989 | 39,2 | 55,8 | 1,5 | 1,9   | Alex Paust (SPD)                                                 | Hubert Dünschede (CDU)                                              |
| 1994 | 38,5 | 58,0 | 1,0 | 2,5   | Alex Paust (SPD)                                                 | Petra Senske (CDU)                                                  |
| 1999 | 49,7 | 45,5 | 0,8 | 4,0   | Petra Senske (CDU)                                               | Alex Paust (SPD); nach 2000 Matthias Giese (SPD)                    |
| 2004 | 62,3 | 30,3 | 3,1 | 4,3   | Petra Senske (CDU)                                               | Matthias Giese (SPD) und Michael Rademacher (SPD)                   |
| 2009 | 54,8 | 32,7 | 6,4 | 6,1   | Petra Senske (CDU)                                               | Michael Rademacher (SPD)                                            |
| 2014 | 58,9 | 30,2 | 1,3 | 4,5   | Petra Senske (CDU), nach Verzicht 8/2016 Andreas Sedlaczek (CDU) | Michael Rademacher (SPD), nach Verzicht 6/2017 Matthias Giese (SPD) |
| 2020 | 43,7 | 24,7 | 8,9 | 12,0  | Andreas Sedlaczek (CDU)                                          | Matthias Hunke (SPD)                                                |

Bei den Kreistagswahlen 1989 wurde Michael Rademacher (SPD) aus Voßwinkel direkt in den Kreistag des Hochsauerlandkreises gewählt (Wahlbezirk 1: Voßwinkel, Bachum, Bergheim). Von 1994 bis 2004 war er Mitglied des Kreistages des Hochsauerlandkreises über die Parteiliste (Wahlkreis 1: Voßwinkel, Bachum, Holzen) und dort von 1994 bis 2003 Vorsitzender der SPD-Kreistagsfraktion.

### Wappen
| Wappen Voßwinkel | Blasonierung: In Blau ein steigender goldener Fuchs, bewinkelt von je einem goldenen schräglinks steigenden und gestürzten Halbkeil. Beschreibung: Das Wappen geht auf das Geschlecht von Voßwinkel zurück. Das redende Wappen setzt sich aus dem Fuchs (niederdeutsch „Voß“), dem Wappentier des Geschlechtes von Voßwinkel, und zwei Winkeln zusammen. Die Farben entsprechen dem Wappen des auf Höllinghofen ansässigen Geschlechts von Boeselager. Die amtliche Genehmigung erfolgte am 19. Dezember 1962. |

## Wirtschaft und Infrastruktur

### Verkehr
Voßwinkel liegt an der Bundesstraße  genannt die Voßwinkeler Straße, die den gesamten Ort auf einer Länge von rund eineinhalb Kilometern durchquert. Die durchschnittliche tägliche Verkehrsstärke aller Tage des Jahres auf dieser Hauptverkehrsstraße liegt in Voßwinkel bei {\displaystyle DTV_{\mathrm {[2010]} }=10.196Kfz/24h} bei einem Schwerverkehr von {\displaystyle DTV_{\mathrm {[2010]} }=525KfzSV/24h}.
Weitere überregionale Verbindungen sind eine Landesstraße L 732, die Echthauser Straße mit {\displaystyle DTV_{\mathrm {[2010]} }=2.065Kfz/24h} (ab Abzweig Haus Füchten Teil der Deutschen Alleenstraße) und eine Kreisstraße K 22, die Füchtener Straße mit {\displaystyle DTV_{\mathrm {[2010]} }=560Kfz/24h} und die Straße Zum Flugplatz mit {\displaystyle DTV_{\mathrm {[2010]} }=636Kfz/24h}. Seit den 1970er Jahren ist ein Lückenschluss der Bundesautobahn zwischen den Städten Hemer und Arnsberg-Neheim geplant, die nach der Planung den Ort im Norden berühren soll.
An den öffentlichen Personennahverkehr ist Voßwinkel über die Buslinien C5, beziehungsweise nachts von Samstag auf Sonntag über die Buslinie N5, (in und von Richtung Arnsberg-Neheim) der Regionalverkehr Ruhr-Lippe GmbH (RLG) und der Linie 611 (in und von Richtung Wickede-Ruhr) der Verkehrsgesellschaft Breitenbach GmbH angeschlossen. Außerdem hält die Buslinie R46, welche Neheim mit Wickede (Ruhr) verbindet, am Haltepunkt Voßwinkel Bahnhof. Der Bahnhof Voßwinkel ist – auch als Haltepunkt der Bundesbahn auf der oberen Ruhrtalbahn-Strecke – seit dem 17. Dezember 1983 geschlossen.
Am 28. Oktober 2015 wurde eine „Mitfahrerbank“ im Ort platziert und mit einem Halteschild versehen, auf dem das Ziel „Neheim“ steht. Sitzt hierauf eine Person, weiß der Fahrer des vorbeifahrenden Fahrzeuges, dass diese eine Mitfahrgelegenheit nach Neheim sucht. Eine Bank für den Rückweg nach Voßwinkel ist ebenfalls geplant.
Am östlichen Rand des Dorfes nähert sich der durch das Gemeindegebiet Wickede (Ruhr) verlaufende RuhrtalRadweg der Grenze Voßwinkels bis auf etwa 300 Meter. Durch Voßwinkel selbst führt das Radverkehrsnetz NRW und verbindet die Knotenpunkte 33 (Neheim, Ruhrbrücke Mendener Straße) und 82 (Wickede (Ruhr), Ruhrbrücke). Darüber hinaus verlaufen mit dem Ruhrhöhenweg sowie dem Bezirksrundweg Mittleres Sauerland zwei bedeutende Wanderwege des Sauerländischen Gebirgsvereins durch das Dorf.
Am nördlichen Rand in Voßwinkel liegt der Flugplatz Arnsberg-Menden.

### Öffentliche Einrichtungen

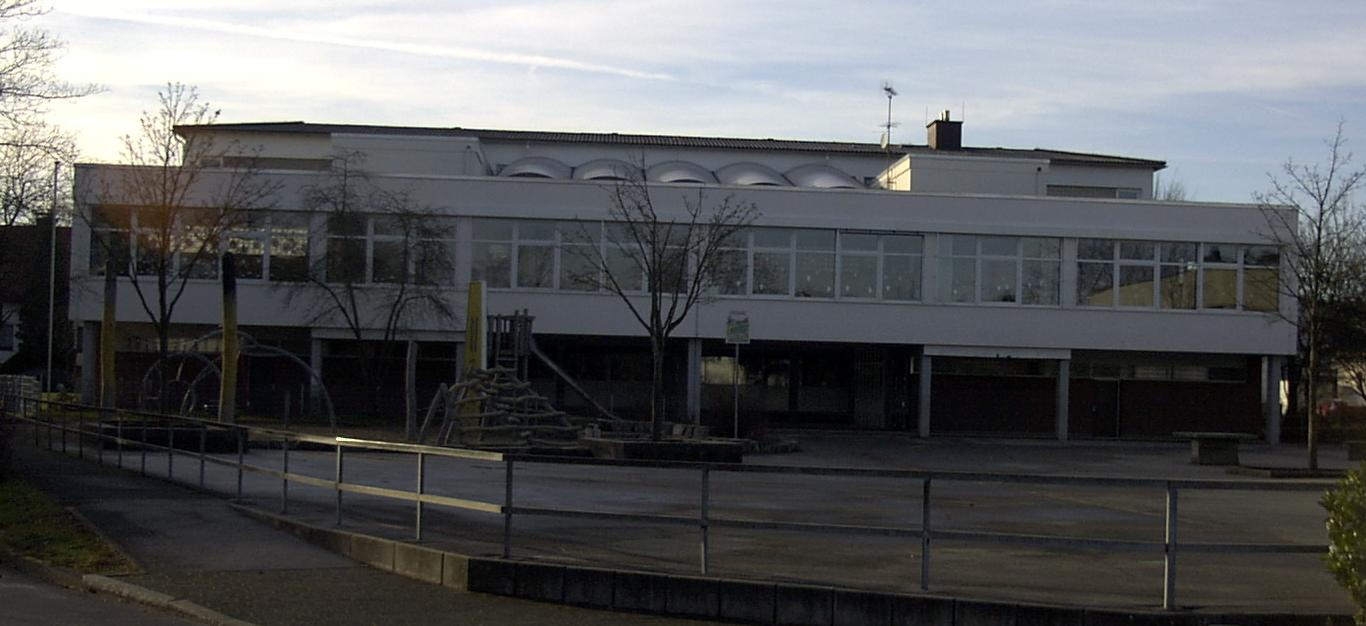
Urbanusschule

An öffentlichen Einrichtungen sind in Voßwinkel zu nennen:
- St. Urbanus Kindergarten

Die Gründung des St. Urbanus Kindergartens geht auf die Verhältnisse im Zweiten Weltkrieg zurück. Da viele Mütter in den Fabriken arbeiten mussten, brauchten deren Kinder eine ganztägige Betreuung. Die örtliche Nationalsozialistische Volkswohlfahrt (NSV) gründete daher 1940 den „Voßwinkeler NSV-Kindergarten“ in der 70 m² großen Erfrischungshalle neben dem Schützen-Festplatz. Der Schützenplatz diente als Spielplatz für die Jugend.
Nach dem Krieg gestatteten die Amerikaner dem damaligen katholischen Pfarrer Lohoff den Kindergarten als freie Einrichtung zu übernehmen. 1949 übernahm die Katholische Kirche unter der Leitung der Ordensschwester Thadäa den Kindergarten. Am 7. November 1965 wurde ein Neubau eingeweiht, in dem bis heute der St. Urbanus-Kindergarten mit insgesamt drei Gruppen besteht.
- Kinderspielplätze

In Voßwinkel gibt es einen zentralen Kinderspielplatz für alle Altersgruppen an der Grundschule, einen Kleinkinderspielplatz an der Georgstraße und einen „Wohnquartierspielplatz“ im Wohngebiet „Kugeln Kamp“. Im Herbst 2009 wurde ein neuer Spielplatz („Piratenspielplatz“) im Wohngebiet „Zu den Sieben Fußfällen“ gebaut.
- Urbanusschule Voßwinkel

Die ersten sicheren Nachrichten über eine Schule in Voßwinkel gehen auf Schulakten aus den Jahren 1794 bis 1802 zurück, die sog. Visitationen von beauftragten hochwürdigen Herren (Ho. Commisari fisitate) der Schule beinhalten. Es bestand eine enge Verbindung zwischen Kirche und Schule, da der jeweilige Pfarrer die Aufsichtspflichten über Lehrer und Schule, das Patronat aber Haus Füchten ausübte. Die Schule stand im Garten des Grundstückes Voßwinkeler Straße am Eingang zur Füchtener Straße und bestand aus einem Klassenraum und einem Raum zur Aufbewahrung des Brennholzes. 1861 erwarb die Kirchen- und die politische Gemeinde gemeinsam ein Bauernhaus neben der Kirche und bauten es zur Schule mit Lehrer- bzw. Küsterwohnung um.
Als eine zweite Schulstelle notwendig wurde, kaufte die Gemeinde vom hiesigen Pfarrer im Jahr 1878 ein Grundstück Auf dem Höggen (heutige Alscherstraße / Ecke Georgstraße) und erbaute darauf die „Mädchenschule“, die 1881 bezogen wurde. Bis 1889 bildeten die Gemeinden Voßwinkel und Bachum einen Schulverband. Im Jahre 1910 wurde die Mädchenschule ausgebaut, die Schule an der Kirche aufgegeben bzw. als Lehrerwohnung umgebaut und Mädchen und Jungen gemeinsam in der ausgebauten Volksschule unterrichtet.
Wegen der beengten Platzverhältnisse wurde im Frühjahr 1964 auf dem ehemaligen Sportplatz eine neue – die heutige – Schule gebaut, die am 7. Oktober 1966 eingeweiht wurde.
Seit dem 16. April 1992 trägt die katholische Bekenntnis-Grundschule den Namen „Urbanusschule Voßwinkel“.
- Jugendeinrichtungen

In der Schützenhalle befand sich bis zum 31. Dezember 2013 ein Jugendraum als Jugendfreizeitstätte ohne hauptamtliche Leitung in Trägerschaft der Schützenbruderschaft St. Johannes Baptist Voßwinkel. Der Jugendraum wurde als kommunales Angebot der Jugendarbeit in Form einer Teiloffenen Tür (TOT) geführt. Seit 1. Januar 2014 gibt es keine kommunalen Jugendräume mehr in Voßwinkel.
- Sport- und Freizeit

Der Urbanusschule Voßwinkel angegliedert, aber auch über Vereine öffentlich nutzbar, ist eine Turnhalle. Am südwestlichen Ortsrand gibt es einen öffentlichen Sportplatz (Kunstrasen-Fußballfeld, Street-Soccer-Spielfeld, Beachvolleyballfeld) und kleinere Leichtathletikeinrichtungen. Im gleichen Bereich befindet sich eine am 18. Juni 2011 eingeweihte 1,5 ha große Freizeitfläche mit dem Namen Höppen Kopp (Vogelstange, Bouleplatz, Osterfeuerplatz).
Vereinseigen – aber grundsätzlich über Vereine öffentlich nutzbar – sind die Schützenhalle, drei Tennisplätze, zwei Reithallen und mehrere Reitplätze sowie eine Motocrossbahn.
Im Pfarrheim befinden sich eine Altenbegegnungsstätte sowie eine öffentlich zugängliche (katholische) Bücherei.
- Kreditinstitute

In Voßwinkel befinden sich je eine Zweigstelle der Volksbank Sauerland eG sowie eine Selbstbedienung-Geschäftsstelle der Sparkasse Arnsberg-Sundern.
- Feuerschutz, Rettungs- und Gesundheitswesen

Der Feuerschutz wird für den Normalfall durch die örtliche Freiwillige Feuerwehr mit einem eigenen Feuerwehrhaus im Dorf gewährleistet. Die Notfallversorgung erfolgt über den Notarzt bzw. die Rettungsdienste aus Wickede-Wimbern und den Krankenhäusern in Arnsberg.
Ein niedergelassener Arzt oder Zahnarzt ist im Ort nicht vorhanden. Ebenso fehlt eine Apotheke.
- Friedhöfe

Im Ortskern befindet sich ein alter kirchlicher (katholischer) Friedhof, dessen Belegungsrechte auslaufen und daher nicht mehr genutzt wird. Außerhalb des Ortskernes, im Süden des Dorfes, wurde 1971 ein neuer kommunaler Friedhof eingerichtet.

### Bauleitplanung in Voßwinkel
In Voßwinkel bestehen die Bebauungspläne „V1 Hoeggenbach“, „V2 Triftweg“, „V5 Voßwinkel-Ortsmitte“, „V6 Waldemey“ und „V8 Zu den Sieben Fußfällen“, die eine Wohnbebauung auf rd. 20 ha regeln sowie die Bebauungspläne „V13 Gut Nierhof II“ (Gewerbefläche) und „V15 Motocrossgelände“ (Sportgelände). Alle weiteren baulichen Möglichkeiten orientieren sich an dem sog. „Innenbereich“ nach § 34 Baugesetzbuch „Zulässigkeit von Vorhaben innerhalb der im Zusammenhang bebauten Ortsteile“, der insgesamt über 20 ha umfasst.
Das Wohnbaulandpotential in Voßwinkel beträgt in den Bebauungsplanbereichen 25 Grundstücke. Im unbeplanten Innenbereich stehen fast 120 Baulücken bzw. baureife Flächen zur Bebauung zur Verfügung. Da aber erhebliche Mobilisierungsprobleme dieser Flächen bestehen, kann tatsächlich nur mit einem Anteil von ca. 25 % der Baulücken = 30 Grundstücke für eine tatsächliche kurzfristige Wohnbebauung gerechnet werden. Insgesamt stehen also 55 Grundstücke zur Wohnbebauung in Voßwinkel zur Verfügung.
Das Wohnbaulandpotential beträgt nach derzeitigem Flächennutzungsplan 5,2 ha.
Insgesamt der baulichen Entwicklung Voßwinkels störend wirkt sich eine 110-kV-Hochspannungsleitung der RWE mit insgesamt sieben Masten aus, die von Unna nach Neheim durch den südlichen Teil Voßwinkels führt und im Jahr 1935 errichtet wurde. Hier sind zur Errichtung von Wohngebäuden nach beiden Seiten der Leitung Abstände von bis zu 20 m zu berücksichtigen, so dass diese Flächen für eine Wohnbebauung nicht zur Verfügung stehen.
An der Voßwinkeler Straße im Zentrum rund um die St. Urbanus Kirche befindet sich der im Flächennutzungsplan 2010 festgesetzte zentrale Versorgungsbereich „Nahversorgungszentrum Voßwinkel“.

### Unternehmen
Voßwinkel ist ländlich geprägt, obwohl die Zahl der Landwirte in den letzten Jahren stark abgenommen hat. Es gibt noch einen Vollerwerbslandwirt. Im Nebenerwerb betreiben noch 8 Betriebe Landwirtschaft.
An Gewerbebetrieben sind im Ort: Getränkegroßhandel, Industrie- und Hallenbau, Zimmerei und Sägewerk, verschiedene Zulieferer für die Leuchtenindustrie, Forstbetrieb, Schreinereien, Dachdecker, mehrere Sanitär- und Heizungsbauer und weitere kleinere Handwerksbetriebe, Ingenieurbüro, drei Restaurants bzw. Gaststätten, eine Bäckerei und einen Kiosk. Insgesamt sind im Ort ca. 350 Arbeitsplätze vorhanden.
Für den Fremdenverkehr bzw. ein Übernachten im Ort stehen in zwei Hotels (Flugplatz-Hotel und Waldschlößchen) insgesamt 40 Betten zur Verfügung.
Im Jahr 2003 wurde im Osten des Dorfes ein 19,2 Hektar großes Industrie- und Gewerbegebiet (Gewerbegebiet Gut Nierhof II) eingerichtet. Alle Grundstücke sind inzwischen vergeben.
Im Osten des Dorfes befindet sich das rund 23 ha große Gewerbegebiet Gut Nierhoff, das seit 2022 vollständig genehmigt und inzwischen nahezu vollständig erschlossen und bebaut wurde. Die Grundstücke werden von der Stadt Arnsberg bzw. deren Wirtschaftsförderungsgesellschaft (WFA) vermarktet.

### Sonstige Infrastruktureinrichtungen
Mit dem Bau der Kläranlage Neheim II des Ruhrverbandes im Jahr 1986 wurde Voßwinkel an die öffentliche Kanalisation angeschlossen. Bis dahin wurden die Abwässer fast ausschließlich über sog. „Bürgermeisterkanäle“ (umgangssprachlich für Kanalisationsabschnitte im ländlichen Raum, die meist „organisch“ im Rahmen von Straßen- und Wegebau gewachsen sind, aber deren Vorflut im Regelfall ein Bach- oder Flusslauf ist) ohne Klärung abgeleitet.
Die Trinkwasserversorgung erfolgt vom Wasserwerk Echthausen der Wasserwerke Westfalen über die Stadtwerke Arnsberg. Die Strom- und Gasversorgung wird über RWE-Leitungen sichergestellt.
Tageszeitungen mit Heimatteil aus Voßwinkel sind die Westfälische Rundschau und die Westfalenpost. Als Anzeigenblätter werden der „Wochenanzeiger“ und der „Sauerlandkurier“ wöchentlich an alle Haushalte verteilt. Für Rundfunk und Fernsehen aus der Region berichtet das WDR-Studio Arnsberg und als reine Rundfunkanstalt das Lokalradio Radio Sauerland. Seit April 2015 gibt es ein ca. 14-täglich erscheinendes Mitteilungsblatt für die Bewohner des Dorfes und für Interessierte, die Dorfpost. Sie ist kostenlos und kann als E-Mail-Abonnement erworben werden, außerdem liegt das Mitteilungsblatt in einigen Geschäften des Dorfes aus.
Postdienstleistungen erfolgen im Regelfall durch einen örtlichen Servicedienst der Deutschen Post AG.

## Schutzgebiete und geschützte Landschaftsbestandteile
In Voßwinkel sind folgende Schutzgebiete ausgewiesen:
- Teile des Naturschutzgebietes Ruhraue (Voßwinkel Nord)
- Teile des Naturschutzgebietes Lüerwald (Tal des Stakelberger Baches und Waldbereich zwischen Bellingsen und Holzen bzw. Bergheim)
- Naturschutzgebiet Laubmisch- und Erlenwald östlich Höllinghofen mit 34,5 ha
- Naturschutzgebiet Eichenwald Im Sundern nordwestlich Voßwinkel mit 14,7 ha
- Naturschutzgebiet Landschaftsraum Im Schee mit 3,1 ha
- Naturschutzgebiet Teiche Im Schee mit 1,3 ha
- Landschaftsschutzgebiet Voßwinkeler Heide mit 11,1 ha
- Landschaftsschutzgebiet Mühlenbach nordwestlich Voßwinkel mit 4,5 ha
- Landschaftsschutzgebiet Stockei mit 21,8 ha
- Landschaftsschutzgebiet Voßwinkel mit 96,9 ha
- Landschaftsschutzgebiet Bellingsen mit 24,8 ha
- Landschaftsschutzgebiet Hasbach-Oestingsiepen mit 21,5 ha

Nach der Fauna-Flora-Habitat-Richtlinie (FFH-Richtlinie) ist der Lüerwald als Natura-2000-Gebiet besonders geschützt (Gebietsnummer DE-4513-301 bzw. 401).
Weitere besonders geschützte Landschaftsbestandteile in Voßwinkel sind entsprechend dem Landschaftsplan Arnsberg:
- eine Stieleiche mit einem Stammdurchmesser von ca. 100 cm nördlich Stockei
- eine Baumreihe aus sechs Linden an einer Böschung am alten Friedhof
- eine Stieleiche und vier Eschen südlich Bellingsen
- eine Stieleiche östlich Bellingsen und
- eine Linde am westlichen Ortsrand

Im Weiteren sind die am Rande Voßwinkels fließende Ruhr (Grenze zu Lüttringen), der Haßbach (Grenze zu Bachum), der Ilscheder Siepen (Grenze zu Holzen) und Oesber Bach (Grenze zu Oesbern) sowie die in Voßwinkel entspringenden Bäche Scheebach, Siepenbach und Stakelberger Bach (im weiteren Verlauf Mühlenbach als Grenze zu Wimbern genannt) einschließlich ihrer Uferbereiche geschützt.

## Gebäude und Sehenswürdigkeiten

### St. Urbanus-Kirche

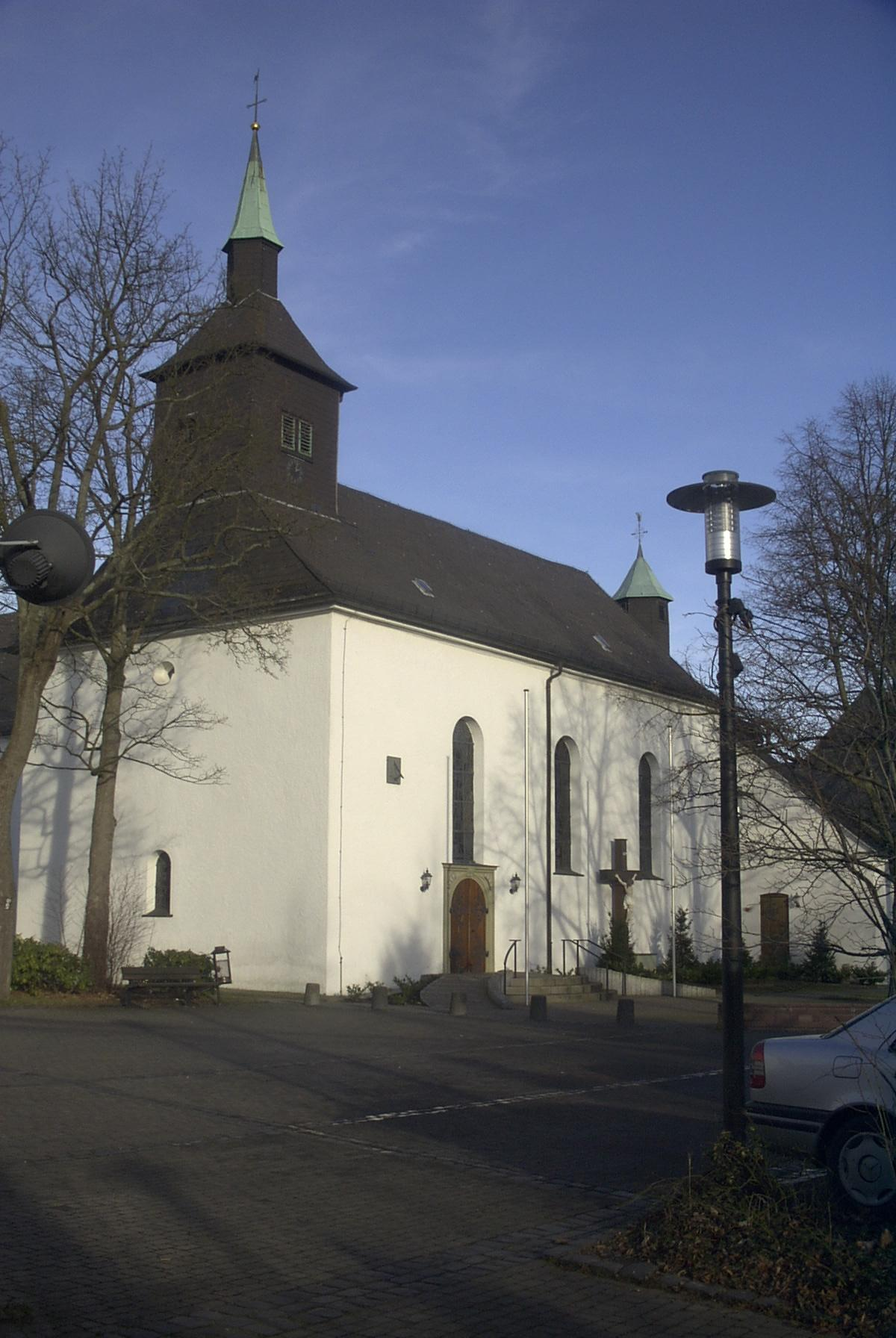
St. Urbanus-Kirche

Im Ortskern Voßwinkels befindet sich die St. Urbanus-Kirche, die erstmals im Jahre 1214 in einer Urkunde des Klosters Oelinghausen erwähnt wurde, in der es um die Beilegung eines Streites geht.
In einer Urkunde des Dechanten Heinrich von Iserlohn aus dem Jahre 1231 wird in der Reihe der Zeugen der Pfarrer Elricus de Vosswinckele genannt. Um diese Zeit muss es also bereits eine Pfarrei in Voßwinkel gegeben haben, so dass der Anfang der St.-Urbanus-Kirche wohl weiter zurück als das 13. Jahrhundert geht (Erste Kirche).
In einer Fehde, die zwischen dem Grafen Adolf von der Mark und den Besitzern des Hauses Höllinghofen, den Brüdern Wennemar und Friedrich von Fürstenberg, um das Jahr 1420 stattfand, wurde das Dorf und die Kirche von Voßwinkel niedergebrannt. Eine neue Kirche wurde gebaut und am 1. November 1425 eingeweiht (Zweite Kirche). Diese Kirche wurde 1710 nach einigen Renovierungen vergrößert.
Der Bau der heutigen katholische Pfarrkirche St. Urbanus (Dritte Kirche) begann 1750 unter dem Pfarrer Heinrich Everhard Pentling (* 19. Februar 1720; † 5. August 1794) nachdem ein Brand den Vorgängerbau 1749 zerstört hatte. Erschwert durch die Einwirkungen des Siebenjährigen Krieges konnte der Bau erst 1765 vom Abt des Klosters Wedinghausen geweiht werden.
Mit dem Bevölkerungswachstum wurde zwischen 1888 und 1900 ein Anbau errichtet. Eine neue Erweiterung wurde 1938 durch den Architekten Josef Ferber errichtet.
Eine aufwändige Renovierung der Kirche wurde im Jahr 2002 begonnen und mit einer großen Feier am 6. April 2003 vollendet.
Eine Besonderheit ist die moderne Ausmalung der alten Kirche durch den Künstler Tobias Kammerer aus Rottweil bei der im Jahr 2003 durchgeführten Renovierung. Er entwarf auch das neue Fenster im Chor der sogenannten „Werktagskirche“, dem historischen Teil des Gebäudes.
Eine Kirchengilde bietet regelmäßige Führungen durch die historische Kirche mit ihrer modernen Ausstattung an.

### Katholisches Pfarrhaus

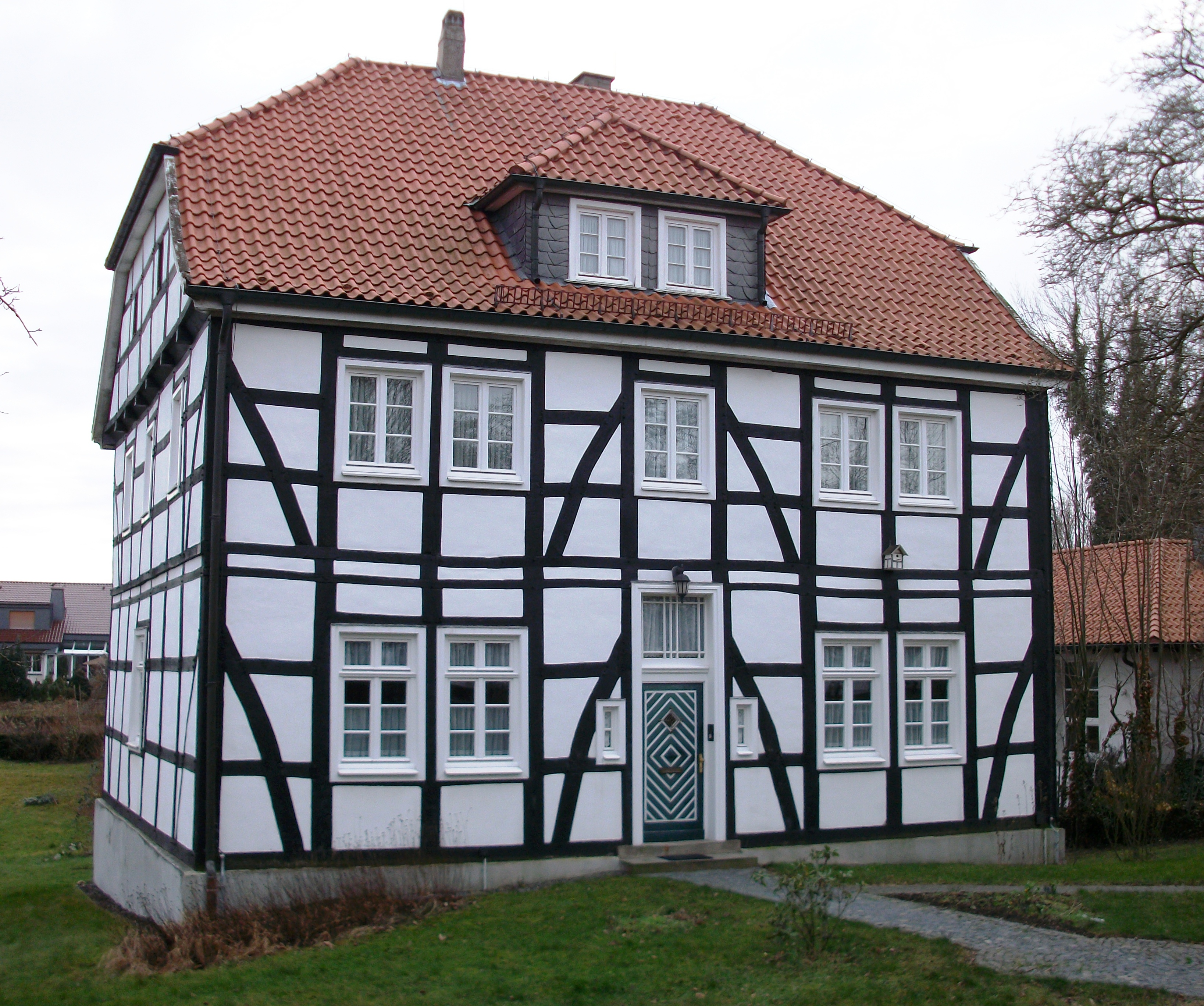
Katholisches Pfarrhaus

Gegenüber der St. Urbanus-Kirche befindet sich das alte katholische, frühklassizistische Pfarrhaus (Voßwinkel). Es ist ein zweigeschossiges Krüppelwalmtraufenhaus mit roten Dachziegeln, grüner Haustür und schiefergedeckelter Westseite.
Mit dem Brand der Kirche im Jahr 1749 wurde auch das alte Pfarrhaus zerstört und ebenfalls – wie die Kirche – ab 1750 bis 1752 vermutlich auf dem alten Fundament wieder aufgebaut.
Anfang der 1980er Jahre wurde das denkmalgeschützte Haus umfangreich renoviert. Die Fachwerkfassade wurde in traditioneller Bauweise mit Gefachen aus Lehm und Rutengeflecht wiederhergestellt.
1986 wurde festgestellt, dass das Haus von Messingkäfer (Niptus hololeucus, eine Art der Diebskäfer) befallen war, die erst nach vielen Jahren von Vernichtungsversuchen – bei Leerstand des Hauses – erfolgreich bekämpft wurden. Von 1998 bis zum 1. August 2012 wurde das Pfarrhaus von dem örtlichen Pastor bewohnt bzw. als Pfarrhaus genutzt. Am 1. Februar 2013 wurde das Haus von der Kirchengemeinde verkauft und befindet sich nunmehr in Privatbesitz.

### Schloss Höllinghofen

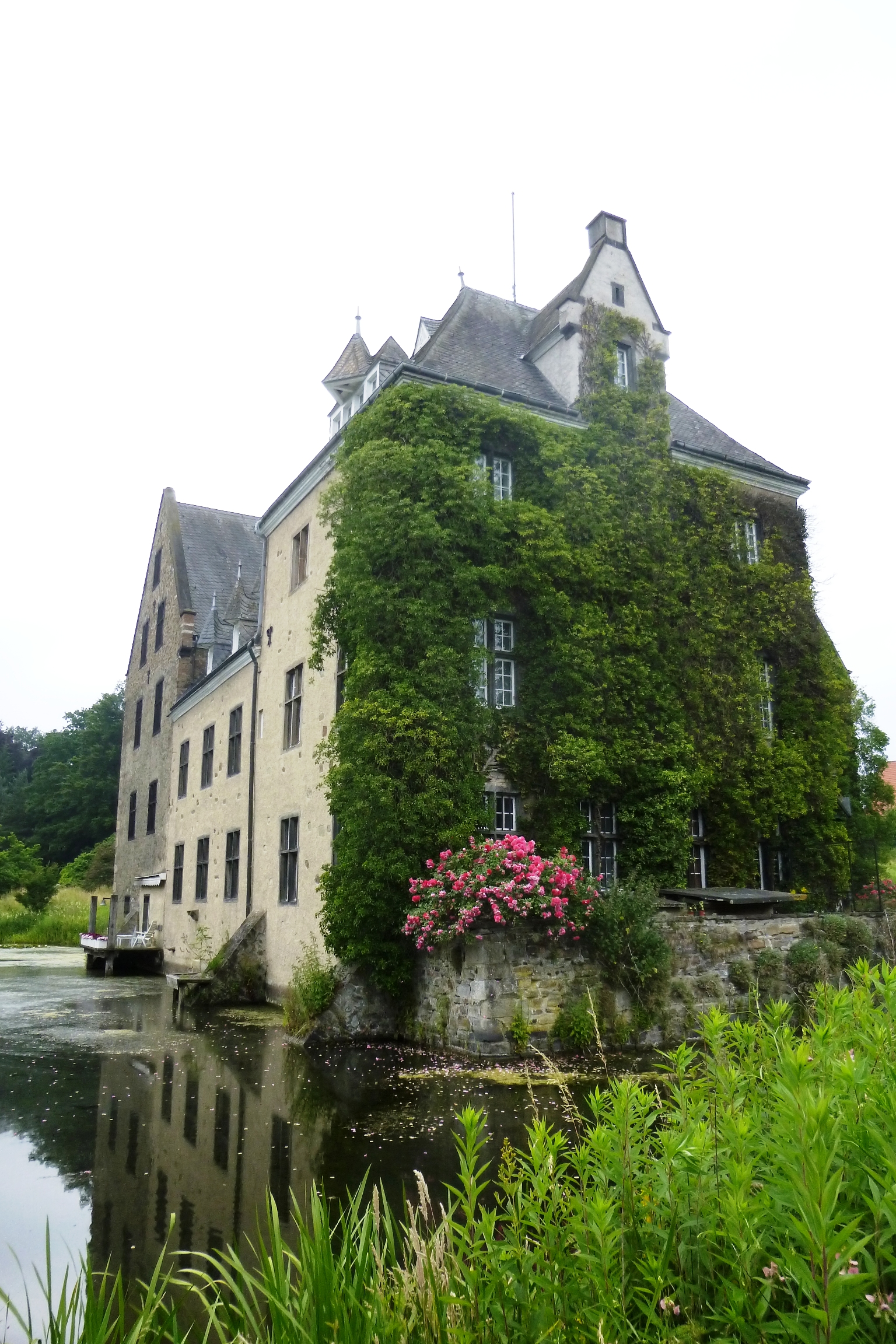
Schloß Höllinghofen, Seitenansicht mit Gräfte

Abgelegen vom Ortskern in nördlicher Richtung, im Ortsteil Stockey bzw. Höllinghofen, befindet sich das Schloss Höllinghofen.

### Wildwald Voßwinkel
Ebenfalls abgelegen vom Ortskern in südlicher Richtung, im Ortsteil Bellingsen, liegt der Eingang des Wildwald Voßwinkel.

### Flugplatz Arnsberg-Menden
Ganz am nördlichen Rand Voßwinkels zum Wickeder Ortsteil Echthausen befindet sich der Flugplatz Arnsberg-Menden.

### Ehrenmal

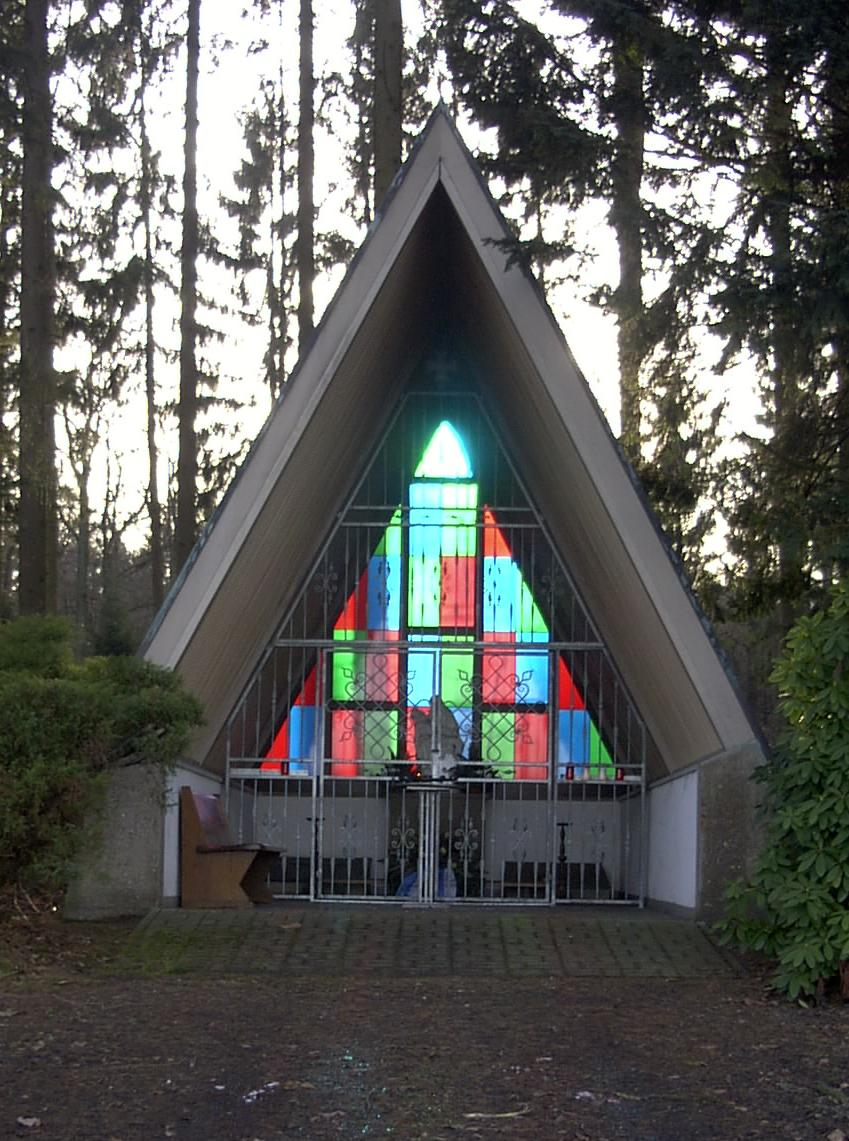
Ehrenmal im Jahr 2008

Auf dem sog. Haarhof am südlichen Waldrand von Voßwinkel steht das im Jahre 1960 errichtete Ehrenmal, eine Gedenkstätte für die Gefallenen bzw. der Toten der beiden Weltkriege. Innerhalb des Ehrenmals steht eine Statue der Schmerzhaften Mutter Maria.
An gleicher Stelle stand früher ein Muttergotteshäuschen als Krieger-Gedächtniskapelle, welches zum Gedenken der insgesamt vier Gefallenen des Krieges von 1870/71 aus Voßwinkel im Jahre 1890 vom Krieger- und Landwehr-Unterstützungsverein Voßwinkel errichtet wurde.
Zum Gedenken an die 33 Gefallenen des Ersten Weltkrieges aus Voßwinkel wurde zunächst im Jahr 1923 eine Kupfertafel mit den Namen der Gefallenen angefertigt und in der Pfarrkirche untergebracht. Danach wurde an der Ecke Haarhofstraße/Voßwinkeler Straße (heutige Straßenbezeichnung) von der Krieger-Kameradschaft Voßwinkel für diese Gefallenen ein Ehrenmal nach einem Plan des Architekten Verfuß aus Hüsten errichtet, die Kupfertafel feierlich am Vorabend der Einweihung, die am 4. September 1927 stattfand, aus der Kirche geholt und am Ehrenmal befestigt. Wegen des zunehmenden Verkehrsaufkommens auf der angrenzenden Bundesstraße wurde das Mahnmal im Jahr 1960 abgerissen, dort ein Parkplatz erstellt und die neue Gedenkstätte unter Verwendung von Steinen und der alten Gedenktafel des alten Ehrenmals errichtet.

### Alter Friedhof

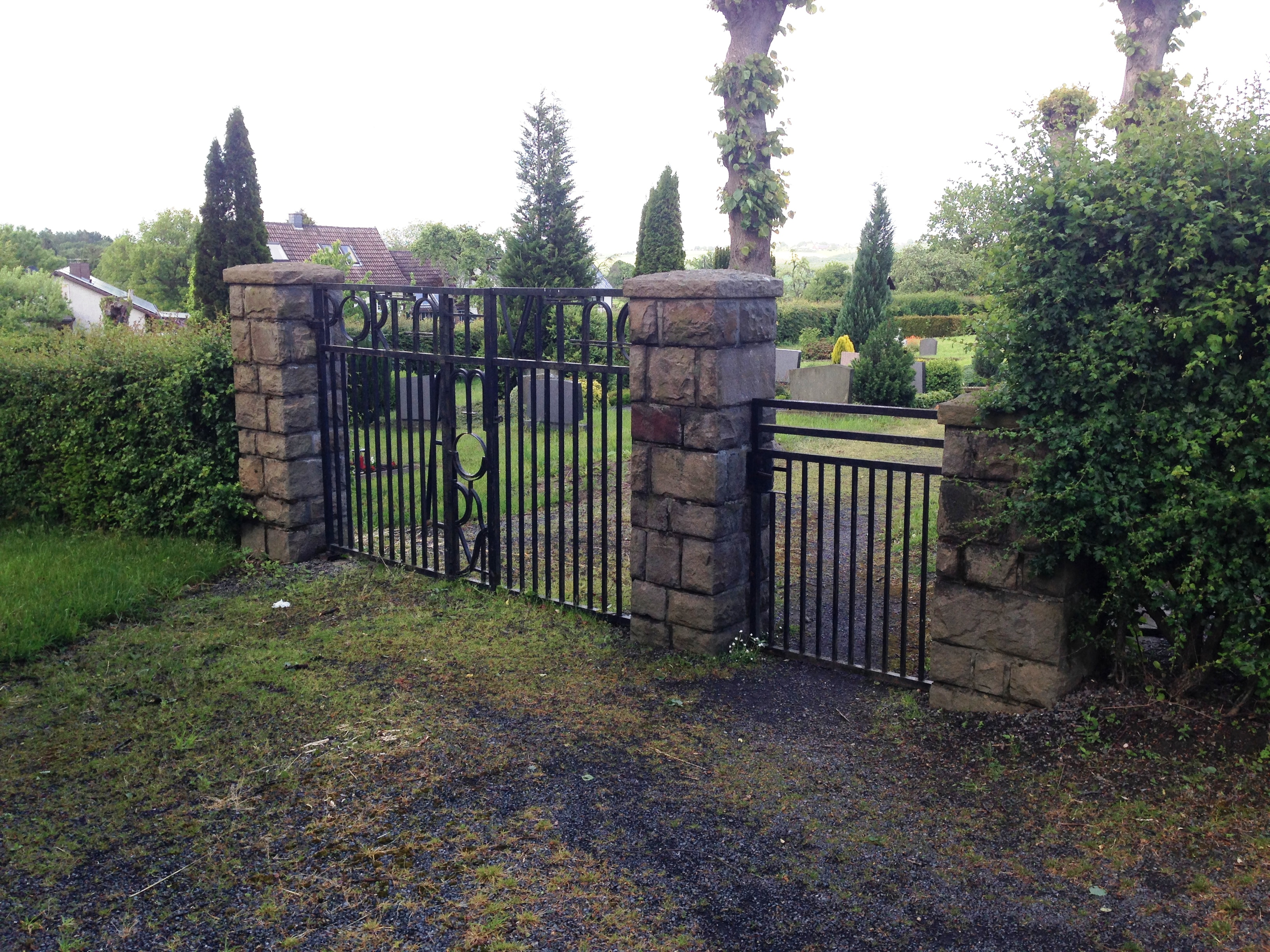
Eingangstor zum Alten Friedhof

An der Straße „Zum Alten Friedhof“ befindet sich ein alter katholischer Friedhof aus dem 19. Jahrhundert. Der Friedhof ist mit einer Hainbuchenhecke eingefriedet. Die letzte Beisetzung fand aufgrund alter Belegungsrechte im Jahr 2006 statt.
Von besonderer Bedeutung sind drei Objekte auf dem Alten Friedhof:
- Ein Friedhofskreuz mit einem neugotischen Korpus, farbig eingefasst im Dreinageltypus, errichtet um 1920
- Grabmal des Pfarrers Felder (1829–1904): Baumkreuz auf Grottenarchitektur, Grabeinfassung neorenaissancehaft in Schmiedeeisen
- Memorienkreuz der von Boeselager: vor schlichtem Holzkreuz eine Grabplatte aus Marmor

### Kapellen

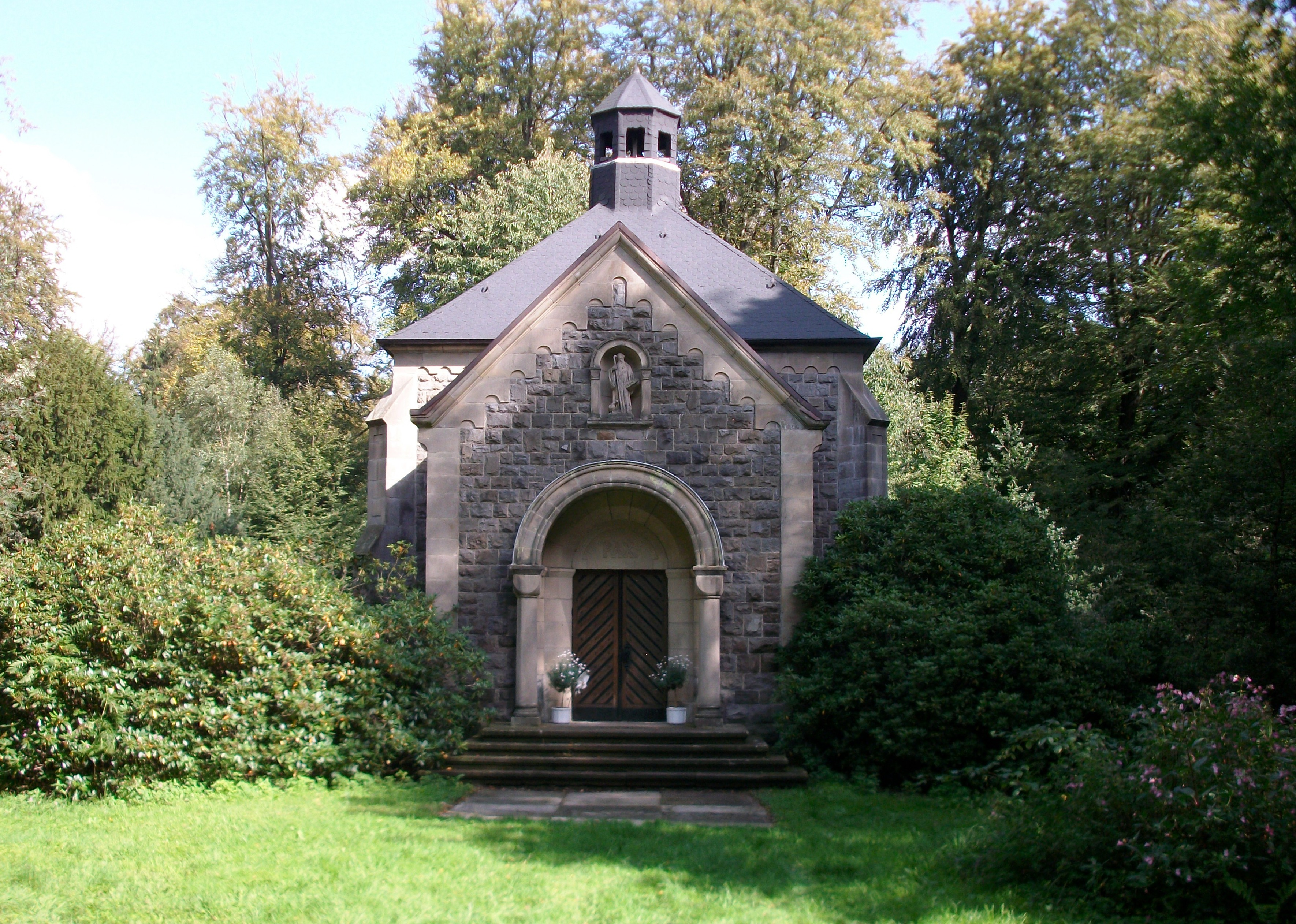
St. Benediktus-Kapelle auf Höllinghofen

Als Kulturdenkmal sind in Voßwinkel die folgenden Kapellen ausgewiesen:
In Höllinghofen die Grabkapelle St. Benediktus, die im Oktober des Jahres 1923 fertiggestellt wurde und inmitten des Landschaftsgartens des Schloss Höllinghofen steht. Die verstorbenen Mitglieder des Hauses von Boeselager sind in der St.-Benediktus-Kapelle beigesetzt.
- Eine Wegekapelle an der Franziskusstraße/Triftweg, die als neugotischer Bildstock aus Backstein laut Inschrift im Jahr 1885 von der Schützengesellschaft Voßwinkel gestiftet wurde. In der vergitterten Nische der Wegekapelle steht der hl. Antonius auf einer Altarplatte. Für den Schutz gegen die Weltstürme wurde später rechts und links der Kapelle eine Linde gepflanzt.[41] Die Wegekapelle ist die erste Station der alljährlich stattfindenden Jacobusprozession. Bis zum Jahr 1960 stand direkt hinter der Wegekapelle die alte Vogelstange. Am Schützenfestsamstag marschieren die Schützenbrüder mit Musik vor dem Aufhängen des Schützenvogels zunächst zu diesem Antoniushäuschen und es wird ein kurzes Gebet um Abwendung von Unglück beim Vogelschießen am folgenden Montag gesprochen.
- Eine Wegekapelle an der Heiligenhausstraße, ebenfalls aus Backstein, errichtet im Jahr 1933 aufgrund eines Gelübdes der damaligen Grundstückseigentümerin, die eine schwere Krankheit überlebte. Im Innern der Wegekapelle steht eine Muttergottesstatue.
- Eine Wegekapelle an der Alscherstraße/Ecke Georgstraße. Es ist das Agatha-Häuschen, welches anstelle des im Jahre 1967 wegen einer Straßenerweiterung auf der gegenüberliegenden Seite abgerissenen Heiligenhäuschens errichtet und am 27. Juli 1997 eingeweiht wurde. In der Nische steht die heilige Agatha. Das Häuschen ist ein Jubiläumsgeschenk der Kolpingsfamilie zum 50-jährigen Bestehen und dient als Prozessionswegekapelle als dritte Station bei der Jakobusprozession.
- Eine Wegekapelle am Bellingser Weg 22 als Heiligenhäuschen aus Stein, Vorderseite verputzt, in der vergitterten Nische steht das Bild der Mutter Gottes. Errichtet wurde das Heiligenhäuschen aufgrund eines Gelübdes des damaligen Grundstücksbesitzers Helling, wenn er wohlbehalten von einer Reise nach Amerika zurückkehre. Der Bau des Heiligenhäuschens wurde aber erst zur Erfüllung des Versprechens durch die Erben ausgeführt,[41] vermutlich um das Jahr 1890.
- Ein Heiligenhäuschen an der Franziskusstraße 7 im Vorgarten, errichtet im Jahr 1920 aufgrund eines Gelübdes aus dem Ersten Weltkrieg zu Ehren des Namenspatrons Josef.

### Kreuzweg „Sieben Fußfälle“
In der Höllinghofer Heide an einem Stichweg zur Voßwinkeler Straße befindet sich ein Kreuzweg mit sechs Stationen schlichter Betongussstelen und ein Hochkreuz aus Holz auf Altar, genannt die „Sieben Fußfälle“. Bereits Anfang der 1800er Jahre wurde zunächst ein großes Steinkreuz mit einem Korpus in Lebensgröße errichtet, welches aber im Laufe der Zeit zerfiel und durch ein einfaches Holzkreuz ersetzt wurde.
Der Kreuzweg selbst wurde in den 1930er Jahren angelegt und steht im Zusammenhang mit einer alten Kastanienallee. Während des Zweiten Weltkrieges zerstörten NS-Schergen die Gesichter der Juden in den Bildern der Betongussstelen. Nach dem Krieg wurde die Anlage durch die Familie von Boeselager erneuert.
Bei der Fronleichnamsprozession ist der Kreuzweg „Sieben Fußfälle“ die zweite Station.

### Wegekreuze

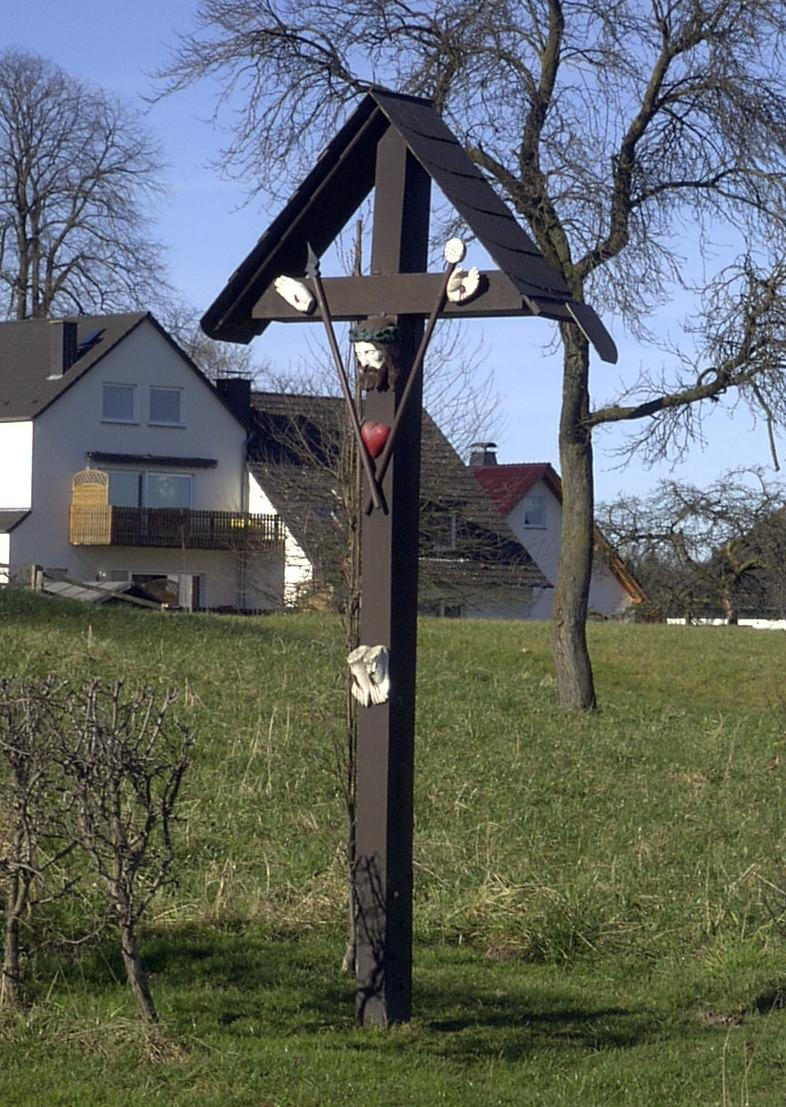
Arma-Christi-Kreuz in Voßwinkel

Die starke katholische Ausrichtung des Dorfes Voßwinkel macht auch die Vielzahl von Wegekreuzen deutlich:
- In Bellingsen ein Familienkreuz zum Gedenken an die verstorbenen Mitglieder der Familie Danne-Rasche
- Am Bellingser Weg 5 anlässlich einer Silbernen Hochzeit aus dem Jahr 1960
- Vor dem Kindergarten (früher auf der anderen Straßenseite auf dem Grund des Bauernhofes Heymer)
- Am Ortseingang von Voßwinkel an der Bundesstraße von Neheim aus kommend ein Arma-Christi-Kreuz, errichtet nach dem Deutschen Krieg 1866 von Heinrich Deimel aufgrund eines Gelöbnisses, wenn er gesund aus dem Krieg zurückkehre.[42]
- An der Siepenstraße 2 welches vor 1900 auf dem Gelände des heutigen Friedhofes stand.
- An der Heiligenhausstraße, bekannt als „Hüns Kreuz“, abgeleitet vom Besitzer des früheren Hünshofes.
- An der Füchtener Straße Ecke Heiligenhausstraße ein neugotisches Kruzifix, errichtet 1936. Der Überlieferung nach soll hier bereits früher ein Kreuz auf dem Grundstück des zwischen 1921 und 1930 abgebrannten Bauernhofes Stute gestanden haben.
- Auf der Wiedhofsweide ein weithin sichtbares Wegekreuz als landschaftliches Wahrzeichen mit neugotischem altarähnlichem Sockel aus Bruchstein aus den 1860er Jahren. Wahrscheinlich eigens errichtet als (zur damaligen Zeit) dritte Station der Fronleichnamsprozession.
- An der Voßwinkeler Straße, nahe Abzweig Bellingser Weg auf dem Hof Kneer (früher Rohe) zum Gedenken an einen Vorfahr der Familie Rohe, welcher nach Amerika auswanderte.
- Ein Missionskreuz vor der Pfarrkirche.
- Insgesamt vier Wegekreuze am alten Kirchweg zwischen Voßwinkel und Echthausen, wahrscheinlich entstanden zwischen 1663 und 1896, da die Echthausener in dieser Zeit zur Pfarrei nach Voßwinkel gehörten.

### Mahnmal des Mauerbaus
Südlich von Voßwinkel im Hassbachtal wurde im Jahr 1962 ein Mahnmal als Gedenken an den Mauerbau in Berlin errichtet und durch den damaligen Pfarrer Schultz eingesegnet. Es erhielt bzw. trägt den Namen „Maria – Königin des Friedens“.

### Burg Hünenbräuken
Südlich von Voßwinkel befinden sich im Winkel zwischen Oestingsiepen und einem aus der Lütge Mark nach Norden ziehenden Nebensiepen die Reste eines kleinen mittelalterlichen Burgsitzes in Form eines guterhaltenen Turmhügels, genannt Hünenbräuken. Bei dem „Hünenbräuken“ handelt es sich um einen gängigen Burgentyp, der im Bergland häufig vorhanden ist. Er ist durch die Tatsache bestimmt, dass man durch das Anlegen eines Grabens, dem sog. Halsgraben, den eigentlichen Burgplatz aus natürlichem Umland getrennt hat. Diese alte Befestigungsanlage steht seit dem Jahr 1991 in der Bodendenkmalliste.

### Dorfbrunnen

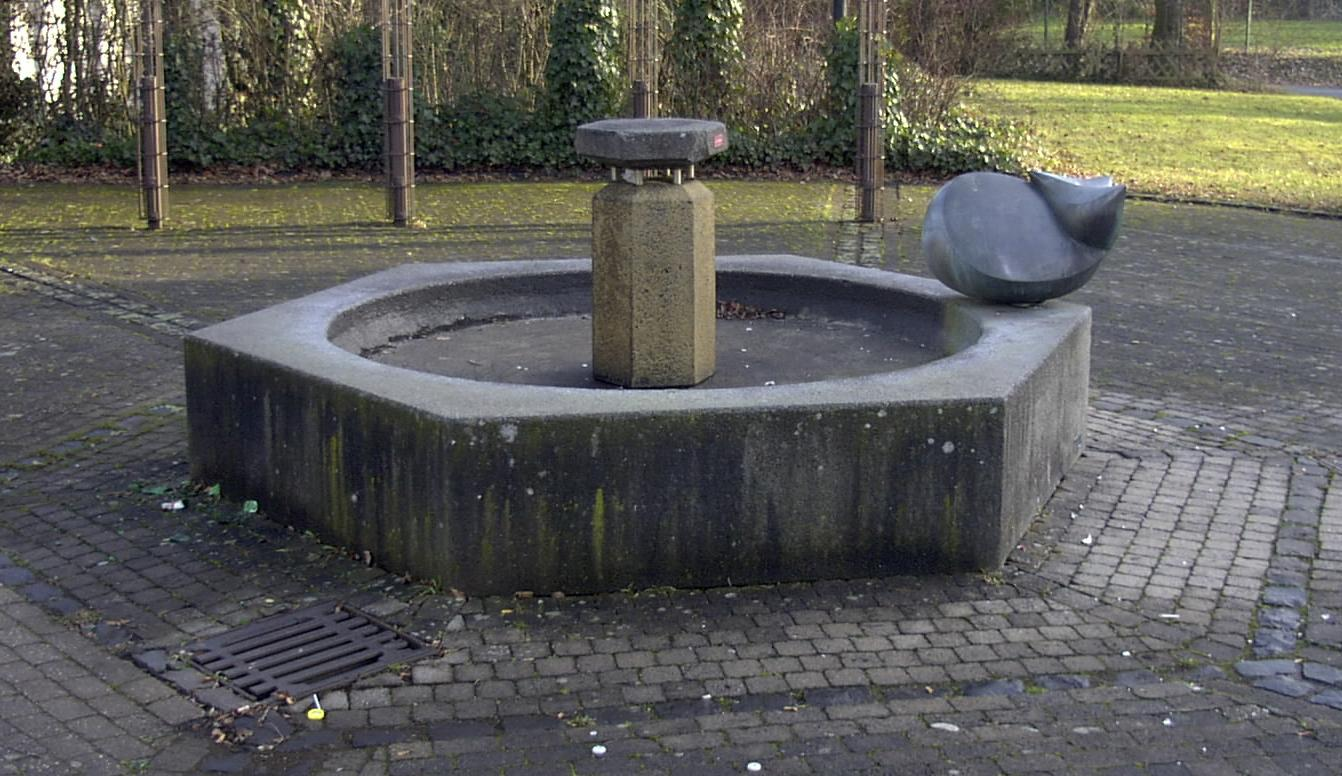
Brunnen auf dem Dorfplatz

Im am 29. September 1990 eingeweihten Ortsmittelpunkt an der Voßwinkeler Straße wurde am 19. November 1990 ein Dorfbrunnen hinzugefügt.
Er besteht aus gegossenem sechseckigem Kunststein. Auf dem Brunnenrand sitzt eine bronzene Skulptur auf, die – analog zum Ortsnamen – einen „Fuchs im Winkel“ darstellt. Brunnen und Skulptur wurden von der Künstlerin Christa Wuttke geschaffen.

### Naturdenkmale
In Voßwinkel sind insgesamt fünf Naturdenkmale ausgewiesen:
- Nördlich des Ortes, Nähe der Füchtener Straße, zwei Linden mit einem Stammdurchmesser von ca. 100 cm, die einen Bildstock kennzeichnen
- Südlich Schloss Höllinghofen eine sog. Kanzeleiche
- Bei Bellingsen zwei Eichen mit einem Stammdurchmesser von ca. 100 cm, die an einem Bauernhof stocken
- südlich Bellingsen eine Eiche, ebenfalls mit einem Stammdurchmesser von ca. 100 cm
- am Forsthaus Haarhof südlich von Voßwinkel eine Eiche mit einem Stammdurchmesser von ca. 90 cm

### Weitere Denkmale

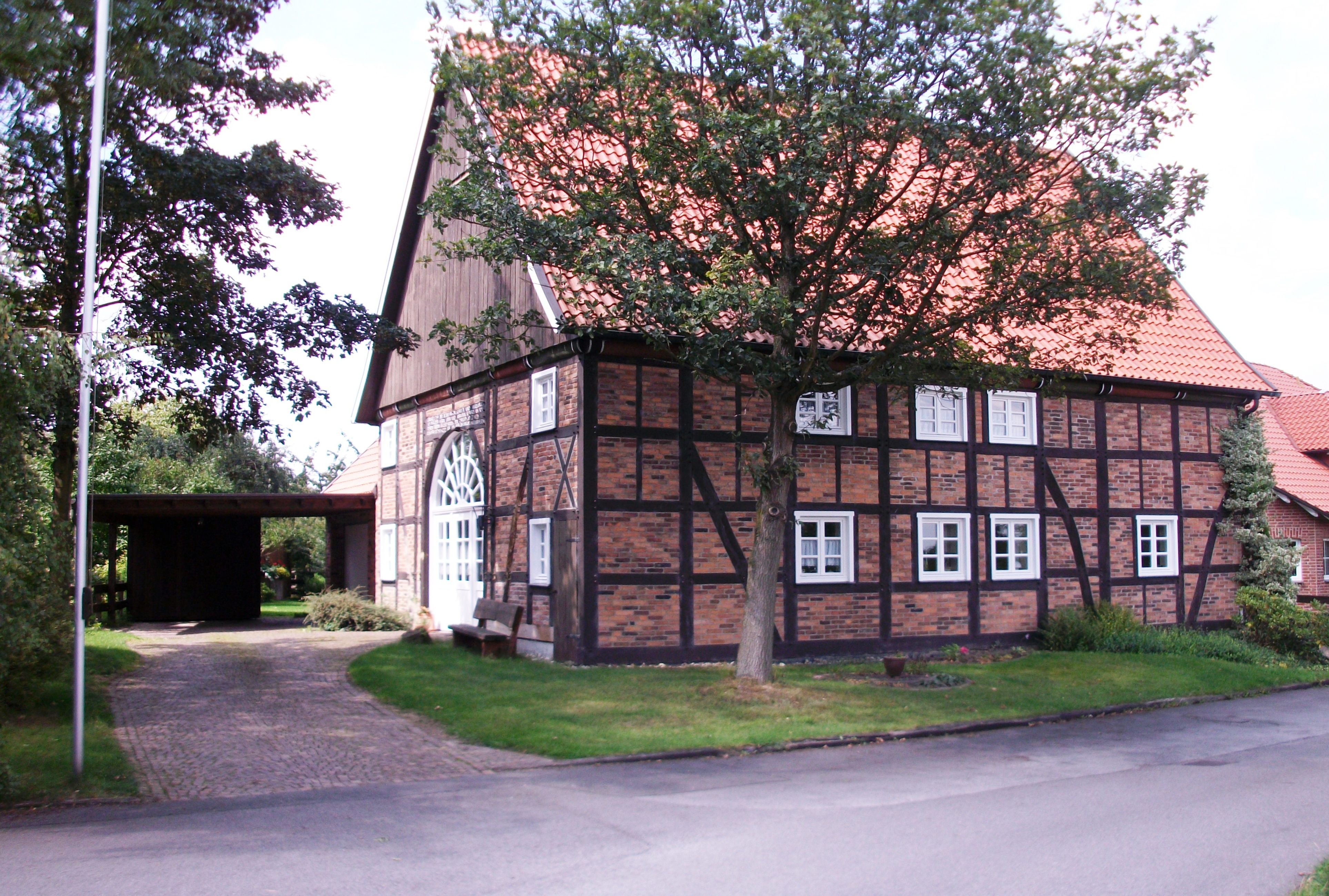
Renoviertes Bauernhaus in Voßwinkel

Neben der St. Urbanuskirche, dem katholischen Pfarrhaus und dem Schloss Höllinghofen mit den Wirtschaftsgebäuden, dem Kavaliershaus, den Skulpturen, der Brücke, dem Park und der Benediktuskapelle sind noch
- das Forsthaus Bellingsen aus den 1870er Jahren (als ehemaliges Amtsgebäude),
- ein aufwändig renoviertes Bauernhaus an der Karl-Bender-Straße, ursprünglich ein Längsdeelenhaus aus 1749 und
- ein ehemaliges Bauernhaus an der Voßwinkeler Straße 23, gebaut nach 1800 als Fachwerktraufenhaus mit schwarzweißem Fachwerk

als Baudenkmale ausgewiesen.
Als Bodendenkmal ist noch ein alter Brunnen an der Straße „Zum Alten Friedhof“ auf dem Grundstück Haus Nr. 17 ausgewiesen, siehe auch Liste der Denkmale der Stadt Arnsberg.

## Kirchengemeinde St. Urbanus Voßwinkel
Die Einwohner Voßwinkels waren bis zum Jahr 1945 fast ausschließlich Mitglieder der Römisch-katholischen Kirche. Durch die Aufnahme von Flüchtlingsfamilien nach dem Zweiten Weltkrieg und bei späteren Zuzügen in neue Baugebiete kamen andere Konfessionen hinzu. Dennoch waren mit Stand Januar 2008 rd. 80 Prozent aller Einwohner Katholiken.
Die katholische Kirchengemeinde St. Urbanus Voßwinkel befand sich im Erzbistum Paderborn und bildete ab dem 1. April 2003 zusammen mit den nachbarlichen Kirchengemeinden St. Johannes Baptist Neheim, St. Joseph Bergheim und St. Isidor Bachum den Pastoralverbund „Ruhr-Möhne“. Zum 1. Januar 2013 sind die Pfarreien und die Pfarrvikarie der Pastoralverbünde „Ruhr-Möhne“ und „Neheim-Ost“ aufgelöst und als Gesamtpfarrei Neheim mit dem Namen „St. Johannes Baptist Neheim und Voßwinkel“ neu gegründet worden.
Von 1940 bis zum Jahre 1981 unterstützen Ordensfrauen der „Genossenschaft der Armen Schulschwestern von Unserer Lieben Frau“ aus dem Kloster Brede in Brakel den Pfarrer der Kirchengemeinde St. Urbanus Voßwinkel. Dazu gehörte auch die Fürsorge für die Vertriebenen des Zweiten Weltkrieges. Für die Ordensschwestern wurde 1957 ein eigenes Schwesternhaus an der Alscherstraße errichtet. Dort betrieben sie auch eine Bücherei für die Pfarrei und boten Hausaufgabenhilfe, Näh- und Schreibmaschinenkurse und Klavierunterricht an.
Folgende Ordensschwestern wirkten in Voßwinkel: Oberin Schwester M. Theonilla (* 13. November 1887; † 13. Juni 1965), Schwester Clarissa wirkte als Küsterin, Schwester Fabiola unterrichtete die Kinder, Schwester M. Dorothea war in der Krankenpflege und Schwester M. Thaddäa von 1949 bis 1971 als Leiterin des katholischen Kindergartens sowie als Küsterin und Organistin.
Im Jahresverlauf findet die Fronleichnamsprozession traditionell von der Kirche durch das Dorf über mehrere Stationen zum Schloss Höllinghofen und zurück zur Kirche statt. Eine weitere Prozession ist die Jakobusprozession an Jakobi, dessen Weg ebenfalls über mehrere Stationen (Antonius-Häuschen, Ehrenmal, Agatha-Häuschen, Missionskreuz vor der Kirche) führt. Am ersten Sonntag im September findet die Fußwallfahrt in die Marienwallfahrtsstadt Werl zur Wallfahrtsbasilika Mariä Heimsuchung statt.
In unmittelbarer Umgebung zur St. Urbanus-Kirche und zum früheren Pfarrhaus steht ein katholisches Pfarrheim, welches am 24. Mai 1992 als Stätte der Begegnung für die Gemeinde, für ihre Gruppen und Vereine und Arbeitskreise (Einladungstext) mit einem großen Pfarrfest eingeweiht wurde. Im Pfarrheim ist auch die öffentliche Pfarrbücherei untergebracht.

## Vereine und Verbände
Ein großes bürgerschaftliches Engagement für den Ort kennzeichnet das Dorf Voßwinkel. Insgesamt haben die Vereine und Verbände des Dorfes Voßwinkel ca. 4100 Mitglieder. Bei rund 2500 Einwohnern ist damit durchschnittlich jeder Bewohner in über 1,6 Vereinen organisiert.

### Dorfgemeinschaft Voßwinkel
Im Jahr 1975 gründete sich der Vereinsring Voßwinkel als Zusammenschluss aller Vereine und Verbände des Dorfes Voßwinkel und koordinierte alle im Ort von den Vereinen geplanten Veranstaltungen. Im Jahr 2014 wurde der Vereinsring in „Dorfgemeinschaft Voßwinkel“ umbenannt, um alle Bürger des Ortes zu repräsentieren und gleichzeitig die Möglichkeit zu geben, sich aktiv bürgerschaftlich neben den Vereinen zu engagieren.
Als Veranstalter tritt die Dorfgemeinschaft Voßwinkel beim jährlich am 1. Ostertag stattfindenden Osterfeuer auf, sowie bei einem seit 1970 organisierten Seniorensonntagnachmittag, zu dem alle Bürger über 65 Jahre persönlich eingeladen werden. Daneben wird am ersten Freitag jeden neuen Jahres seit 2003 ein Neujahrsempfang durchgeführt.
Alle Vereine und Verbände repräsentieren sich mit ihren Wappen mitten im Ort auf einem 12 m hohen Wappenbaum (einer Nachempfindung des Maibaumes), der am 31. März 2006 eingeweiht wurde.
Am 14. Juni 2015 wurde eine Dorfkonferenz mit dem Ziel abgehalten, im Rahmen der demografischen Entwicklung eine gemeinsame Zukunftsplanung für den Ort zu entwickeln.
In der Dorfgemeinschaft Voßwinkel haben sich die folgenden Vereine und Verbände zusammengeschlossen:
- Arbeitskreis Dorfgeschichte Voßwinkel e. V.

Der Arbeitskreis Dorfgeschichte Voßwinkel e. V. gründete sich am 23. Juni 1993. Der Arbeitskreis arbeitet die Dorfgeschichte mit dem Ziel auf, eine Ortschronik zu erstellen. Im September 1996 wurde vom AK Dorfgeschichte ein dreitägiges Voßwinkel-Fest im ganzen Ort gefeiert, zu dem alle Personen, die den Nachnamen Voßwinkel tragen, eingeladen wurden. In regelmäßigen Abständen wird vom Arbeitskreis die Zeitschrift Voßwinkeler Rückblicke herausgegeben und es finden öffentliche Veranstaltungen zu ortsgeschichtlichen Themen statt. Am 18. Oktober 2022 wurde dem Arbeitskreis von der Stadt Arnsberg der 1. Preis des Heimatpreises für das Projekt „Krieg gegen das eigene Volk“ verliehen.
- CDU-Ortsverband Voßwinkel
- Frauengemeinschaft kfd Voßwinkel

Die Katholische Frauengemeinschaft kfd St. Urbanus Voßwinkel wurde am 6. Mai 1934 als Katholischer Mütterverein gegründet. Regelmäßig werden Seminare, Vortrags- und Weiterbildungsangebote besucht und es werden Schwimmabende, Nähkurse, Erlebnisfahrten und ähnliches angeboten. Eine Besonderheit ist der seit 1976 alljährlich stattfindende Frauenkarneval in der jeweils voll besetzten Schützenhalle, zu der ausschließlich Frauen zugelassen sind.
- Freiwillige Feuerwehr Voßwinkel

Die Freiwillige Feuerwehr Voßwinkel (heute Freiwillige Feuerwehr Arnsberg Löschgruppe Voßwinkel) wurde 1912 gegründet. Ein Feuerwehrhaus stand an der Franziskusstraße mit Spritzenraum und Arrestzelle zur Verfügung. Am Ersten Weltkrieg scheiterte dann im Jahr 1914 der Aufbau einer Feuerwehr. Aus verschiedenen Protokollen der Gemeindevertretung Voßwinkel ist dann ersichtlich, dass zwischen den Jahren 1920 und 1941 mehrfach ein sog. Feuerwehrplan erstellt wurde, aber wegen der ungünstigen Finanzlage der Gemeinde, deren Spritzenhaus mit einer Spritze bestehe, gestattet die Bewilligung hoher Ausgaben nicht und die wirtschaftlichen Verhältnisse und der Wassermangel lassen es nicht zu, eine den Vorschriften entsprechende Feuerwehr ins Leben zu rufen. Erst im März 1941 erfolgte eine offizielle Wiedergründung der Feuerwehr durch den damaligen Bürgermeister Franz Neuhaus. Sein Aufruf an die Männer von 17 bis 55 Jahren zur Gründungsversammlung hatte den Erfolg gehabt, dass der Ungersche Saal bis auf den letzten Platz gefüllt war…. Es meldeten sich sofort 31 Männer als Mitglieder. Im April 1973 wurde das alte Spritzenhaus aufgegeben und ein neues Feuerwehrhaus mit drei Großgaragen und Schulungsraum an der Voßwinkeler Straße bezogen. Die Löschgruppe Voßwinkel gehört innerhalb der Stadt Arnsberg zum Basislöschzug 1 (Neheim-Voßwinkel). Im Jahr 2020 gab es in der Einsatzabteilung Voßwinkel 42, in der Ehrenabteilung 15 und in der Jugendfeuerwehr 16 Feuerwehrleute und 16 Einsätze.
Bei der Feuerwehr in Voßwinkel sind 3 Fahrzeuge stationiert
- 1× LF20 (Löschgruppenfahrzeug) Baujahr 2020
- 1× TSF (Tragkraftspritzenfahrzeug) Baujahr 2017
- 1× Dekon-P Baujahr 2000 (Spezialfahrzeug des Landes NRW zur Dekontamination für Einsatzkräfte nach einem ABC-Einsatz)
- Fremdenverkehrsverein Voßwinkel

Der Fremdenverkehrsverein Voßwinkel wurde 1976 durch Baronin Csilla von Boeselager gegründet. Er setzt sich für die touristischen Attraktivitäten des Ortes ein und organisiert Übernachtungsmöglichkeiten im Dorf.
- Freunde und Förderer der Urbanusschule Voßwinkel
- Hegering Voßwinkel/Bachum

Der Hegering Voßwinkel/Bachum gründete sich 1961. Ein besonderes Anliegen des Hegerings ist der Erhalt und Schutz der Natur, die jagdliche Aus- und Weiterbildung, die Wildschadenverhütung, die Hygiene bei der Wildversorgung und die Pflege des jagdlichen Brauchtums. Innerhalb des Hegerings besteht seit der Gründung ein eigenständiges Bläsercorps, welches sich alljährlich bei der Hirschbrunft im Wildwald Voßwinkel präsentiert.
- Kameradschaft ehem. Soldaten

Die Kameradschaft ehemaliger Soldaten wurde unmittelbar nach dem Deutsch-Französischen Krieg 1870/71 als „Krieger- und Landwehr-Unterstützungsverein Voßwinkel“ gegründet. Er hatte die Aufgabe, die Familien eingezogener Soldaten zu unterstützen und im Todesfall ein Sterbegeld zu zahlen. Im Ersten Weltkrieg erhielten die Familien der Eingezogenen 10 Mark und ab 1916 wurden sog. Liebesgabenpakete an die Front geschickt. Im Zweiten Weltkrieg erhielten die Frontsoldaten Feldpostpäckchen und Brief aus der Heimat. Heute versteht sich der Verein zur Pflege der Tradition und pflegt das Ehrenmal des Dorfes.
- Kindergarten-Förderverein „Der Stuhlkreis“

Der Kindergarten-Förderverein „Der Stuhlkreis“ gründete sich im Jahr 2000. Er hat sich zum Ziel gesetzt, den katholischen Kindergarten „St. Urbanus“ materiell und ideell zu unterstützen. Zwischen dem Gründungsjahr und dem Jahr 2007 wurde durch die Aktivitäten insgesamt ein Erlös von ca. 30.000 Euro erzielt.
- Lüerwald-Stiftung

Die „Stiftung zum Erhalt der historischen Wald- und Kulturlandschaft Lüerwald“ (Lüerwald-Stiftung) wurde am 30. November 2007 in Voßwinkel gegründet. Zweck der Stiftung ist die Förderung und Entwicklung des Umwelt-, Kulturlandschafts- und des Naturschutzes, der Förderung des Denkmalschutzes und der Denkmalspflege, der Förderung von Kunst und Kultur sowie von Bildung und Erziehung behinderter Menschen, der Pflege der Heimatverbundenheit und des Brauchtums sowie der Förderung von Wissenschaft und Forschung jeweils bezogen auf die historische Wald- und Kulturlandschaft Lüerwald bei Voßwinkel.
- Männerchor MC Cäcilia 1892 Voßwinkel

Der Männerchor MC Cäcilia gründete sich als Männergesangverein (MGV) Cäcilia Voßwinkel am 21. Februar 1892. Zur Gründerzeit wurde nicht nur bei den damals üblichen Sängerwettstreiten gesungen, sondern auch Theater gespielt. Unterbrochen wurde das Vereinsleben durch die beiden Weltkriege. Der größte Erfolg des Vereins ist der erstmals am 25. Mai 1991 errungene Titel Meisterchor. Seit August 2008 besteht eine Chorgemeinschaft mit dem Männerchor MGV Liederkranz Höingen, mit der er am 23. Mai 2009, am 31. Mai 2014 und am 28. September 2019 ebenfalls die Meisterchorwürde errang. Als regionale Besonderheit gilt das seit 1963 durchgeführte Dreikönigssingen auf Sauerländer Platt (Siuerlänner Platt) der erwachsenen Sternsinger, dessen Erlös zu caritativen Zwecken gespendet wird. Von 1963 bis einschließlich 2021 wurden so über 254.000 Euro gesammelt. Für das traditionelle Singen in Verbindung mit der Spendensammlung erhielt der Männerchor im Jahr 2008 die Bürgermedaille der Stadt Arnsberg. Am 26. Januar 1980 wurde der Chor von „Männergesangverein“ (MGV) in „Männerchor“ (MC) umbenannt. Im Jahr 1992 wurde dem MC Cäcilia die vom Bundespräsidenten Theodor Heuss gestiftete Zelter-Plakette verliehen. Bis einschließlich 2009 wurde jährlich an Pfingsten ein Lindenfest veranstaltet.
- Motocross Club Voßwinkel 1984 e. V.

Der Motocross Club Voßwinkel gründete sich im Jahr 1984. Bereits im Jahr 1985 wurde ein 1,5 ha großes Übungsgelände in der Nähe des Flugplatz Arnsberg-Menden in Betrieb genommen, welches ständig modernisiert und erweitert wurde. Im Jahr 2004 und 2005 fanden auf dem Gelände Europameisterschaften für Quads statt. Im Jahr 2010 wurde der vorhabenbezogene Bebauungsplan V15 „Motocrossgelände“ beschlossen, der das Übungsgelände auf insgesamt 9,9 ha vergrößerte und rechtlich als „Sondergebiet“ mit der Zweckbestimmung „Motocross- und Fahrradsportgelände“ festsetzte.
- Musikverein Voßwinkel e. V.

Der Musikverein Voßwinkel gründete sich im Jahr 1920 mit insgesamt 12 Mitgliedern. Nach Ausbruch des Zweiten Weltkrieges 1939/40 wurden die vereinseigenen Instrumente beschlagnahmt und der Spielbetrieb eingestellt. 1947 wurde die Probenarbeit wieder aufgenommen. Offiziell wurde der Musikverein 1955 „wiederbelebt“, Uniformen wurden angeschafft und erste kleinere Auftritte durchgeführt. Der Musikverein war 1956 Gründungsmitglied des Sauerländer Musikbundes, eines Vorläufers des Volksmusikerbundes NRW. Innerhalb des Musikvereines bestehen als Gruppe eine Bigband sowie ein Jugendorchester.
- Schalke-Fanclub Voßwinkel e. V.

Der Schalke-Fanclub Voßwinkel gründete sich am 5. Juli 2001. Der Verein organisiert regelmäßig Fahrten zu den Heim- und Auswärtsspielen des Fußball-Bundesligisten FC Schalke 04.
- Schießsportgruppe St. Johannes Voßwinkel

Die Schießsportgruppe ist eine Gruppe der Schützenbruderschaft St. Johannes Baptist Voßwinkel. Sie wurde im Jahr 1964 gegründet. Der größte Erfolg war 1974 die Teilnahme von Burkhard Balke an den deutschen Meisterschaften. Von 1989 bis 1991 wurde der Schießbetrieb wegen mangelnder Teilnehmerzahl unterbrochen. Seit 1991 ist die Schießsportgruppe wieder aktiv. Seit 2017 ist sie Organisator und Ausrichter des jährlichen Kompanieschießens, bei dem die drei Kompanien der örtlichen Schützenbruderschaft gegeneinander antreten und die einzelnen Teilnehmer auch in der Einzelwertung die jeweils besten Sportschützen in den Wertungsklassen Herren, Damen, Jugend und Senioren ermitteln.
- Schützenbruderschaft St. Johannes Baptist Voßwinkel

Die Schützenbruderschaft St. Johannes – Baptist Voßwinkel zählt zu den ältesten Schützenbruderschaften des Sauerländer Schützenbundes. Die ersten Aufzeichnungen dieses Vereins lassen sich in etwa bis ins Jahr 1500 zurückverfolgen. Eine Urkunde vom 5. Juni 1541 deutet sogar auf zwei Bruderschaften – der St.Johanns-Bruderschaft und der St.Urbans-Bruderschaft – hin. Vor 1819 scheint die Bruderschaft mehrere Jahre aufgelöst zu sein, denn eine vorliegende Nachricht ergibt, dass 1819 die Einsassen von Voßwinkel und den benachbarten Oertern den einstimmigen Wunsch (hegten), die in früheren Jahren zu Voßwinkel bestandene Schützenbruderschaft von neuem zu errichten. 1819 wurde die Schützenbrüder-Gesellschaft neu gegründet und ein Schützenfest gefeiert.
Heute besteht die Bruderschaft aus drei räumlich abgegrenzten Kompanien sowie seit dem 27. März 1999 aus einer zusätzlichen Jungschützenkompanie. Im Jahr 2000 feierte die Schützenbruderschaft ihr 500-jähriges Bestehen mit einem großen Jubiläumsschützenfest. Die Schützenbruderschaft besitzt eine am 1. Juni 1958 eingeweihte große Schützenhalle, seit 1969 eine kleine Schützenhalle (die das bis dahin übliche Tanzzelt ablöste) sowie seit dem 16. Mai 1999 ein eigenes kleines Veranstaltungsgebäude („Schützentreff unter den Linden“).
- Schwarz-Gelbe Füchse

Im September 2013 gründete sich ein Fanclub des BV Borussia Dortmund. Der Verein gab sich den Namen Schwarz-Gelbe Füchse.
- SGV Abteilung Voßwinkel

Die SGV-Abteilung Voßwinkel wurde am 19. Mai 1935 gegründet. Seit dem Jahr 1937 verfügt sie über einen eigenen Wimpel. In den Jahren des Zweiten Weltkrieges wird über eine rege Tätigkeit nach 1941 berichtet (vor allem die Jugend ist für die Ziele des Vereins begeistert). Einen festen Wanderplan gab es ab dem Jahr 1942, der jeden Monat eine gemeinsame Wanderung in die nähere Umgebung vorsah und es wurde ein Aushängekasten aufgestellt.
Nach dem Ende des Krieges 1945 sind keine besonderen Aktivitäten des SGV überliefert. Erst im Jahr 1954 lassen sich 33 neue Mitglieder in die Vereinsliste aufnehmen. Später entstehen sogar eine Volkstanzgruppe und eine Instrumentalgruppe. Von 1965 bis 1980 ruhen allerdings die Vereinstätigkeiten. Von 1980 bis heute gibt es wieder eine rege Beteiligung vieler Wanderfreunde im SGV. Im Jahr 1991 gründete sich innerhalb der SGV-Ortsgruppe die „Junge Familie“. Die SGV-Abteilung Voßwinkel hat einen Rundwanderweg Rund um Voßwinkel (Zeichen „V“ in einem Kreis) markiert.
- SPD-Ortsverein Voßwinkel-Bachum

Der SPD-Ortsverein Voßwinkel gründete sich am 19. November 1971 durch eine seit 1969 bestehende örtliche Arbeitsgemeinschaft der Jungsozialisten. Im Jahr 1985 schlossen sich dem Ortsverein auch Mitglieder aus der Nachbargemeinde Bachum an.
- Spielmannszug Voßwinkel

Die Gründung des Spielmannszuges Voßwinkel geht auf den katholischen Jünglingsverein zurück, der weit vor der eigentlichen Gründung des Spielmannszuges bestand. Der Jünglingsverein ergriff im Jahr 1929 die Initiative, zur musikalischen Bereicherung der Ortschaft Voßwinkel einen Spielmannszug ins Leben zu rufen. 1933 weigerte sich das Tambourkorps nach der Machtübernahme durch die Nationalsozialisten dem Zwang zum Beitritt der Hitlerjugend, so dass alle Musikinstrumente beschlagnahmt wurden. Der Neuaufbau des Spielmannszuges Voßwinkel begann danach erst wieder nach dem Schützenfest von 1952.
- TuS Voßwinkel 1919 e. V.

Der Turn- und Spielverein Voßwinkel gründete sich im Jahr 1919 als Turnverein Voßwinkel. Im Jahr 1925 wurde auf vielseitigem Wunsch eine Fußballabteilung gegründet, die vier Mannschaften umfasste; von nun an nannte sich der Verein „TuS Voßwinkel“. Im gleichen Jahr kaufte die Gemeinde Voßwinkel den Grund des alten Bauernhofes Heymer (heutiges Gelände der Urbanus-Grundschule), errichtete dort einen Sportplatz, der im Jahr 1928 eingeweiht wurde. Der Platz erhielt zum Gedenken an den 150. Geburtstag von Turnvater Jahn den Namen „Jahnplatz“ und die darauf befindliche Eiche den Namen „Jahneiche“. Neben dem Turnen und dem Fußballspiel gab es im TuS Voßwinkel noch eine Wander- und eine Theaterabteilung. Im Jahr 1934 kam es zu einer (Zwangs-)Fusion mit der DJK Voßwinkel. Es gelang, die zersplitterte Sportjugend von Voßwinkel zu einem Block zusammen zu schweißen und dem Turnverein einzugliedern.
Vom 22. September 1951 besaß der TuS Voßwinkel eine eigene Turnhalle neben dem alten Sportplatz. Der Abriss der Turnhalle und des alten Sportplatzes erfolgte im Jahr 1963, da auf diesem Gelände die neue Schule mit Lehrschwimmbecken und neuer Turnhalle gebaut wurde. Der neue Sportplatz wurde als „Waldstadion“ oberhalb des Waldemey mit dem Beginn der Fußballsaison 1963/64 eingeweiht.
Der größte Erfolg von TuS Voßwinkel waren die Fußballmeisterschaften in der Bezirksklasse Sauerland in der Saison 1962/63, 1965/66 und 1970/71 und damit der Spielbetrieb in der Fußball-Landesliga Westfalen in den Saisons 1963/64 und 1964/65, 1966/67–1968/69 und 1971/72 und 1972/73. In den Jahren 1980, 1990, 1991 und 1992 wurde der Verein Stadtmeister im Hallenfußball. Der TuS Voßwinkel besteht heute aus der Fußballabteilung mit drei Senioren-, acht Jugend-, einer Damen- und einer Alte-Herren-Mannschaft sowie der Leichtathletik- und (seit dem 26. März 1988) der Tennisabteilung. Er bewirtschaftet seit dem 1. Januar 1996 in Eigenregie einen Fußballplatz mit einem Sportheim (Neubau seit dem 30. Juni 2002), kleinere Leichtathletikanlagen sowie seit dem 10. September 1989 mit der Tennisabteilung ebenfalls drei Tennisplätze und seit dem 29. August 1999 ein Tennisheim. Im Jahr 2009 wurde der Aschensportplatz zu einem Kunstrasenplatz mit Tartanlaufbahn umgebaut und zusätzlich ein Beachvolleyballplatz hergestellt.
Im Jahr 2016 hat der Verein 911 Mitglieder und ist damit in der Stadt Arnsberg der viertgrößte Sportverein.
- Waldakademie Voßwinkel e. V.

Die Waldakademie Voßwinkel e. V. besteht seit 1994. Sie ist in der Natur- und Umweltbildung aktiv und ist die größte waldpädagogische Einrichtung in Nordrhein-Westfalen. Es werden jährlich rd. 1.100 Veranstaltungen mit ca. 20.000 Teilnehmern, vorwiegend im Wildwald Voßwinkel, durchgeführt. Nach dem Jahresprogramm geht es um Naturkunde, Forst, Jagd und Naturschutz, Basteln und Werken, gesund und aktiv sein, Abenteuer für Kinder, Wald bei Nacht sowie um Multiplikatorenfortbildungen. Im Mai 2017 wurde die Waldakademie Voßwinkel e. V. zum Kompetenzzentrum für Bildung für nachhaltige Entwicklung (BNE) ernannt.
- Zucht-, Reit- und Fahrverein Voßwinkel e. V.

Der Zucht-, Reit- und Fahrverein Voßwinkel wurde am 19. September 1967 gegründet. Der Verein ist ansässig im Reitsportzentrum Voßwinkel. Das Gelände des ZRF Voßwinkel verfügt über zwei Reithallen, einem großen Allwetterreitplatz sowie einem Vorbereitungsplatz.

### Sonstige Vereine und Gruppen
- Bavaria Fanclub Voßwinkel

Am 27. Februar 2015 gründete sich ein Fanclub des FC Bayern München. Der Verein gab sich den Namen Bavaria Fanclub Voßwinkel.
- Csilla von Boeselager Stiftung Osteuropahilfe e. V.

Die „Csilla von Boeselager Stiftung“ wurde 1991 durch Csilla von Boeselager in Voßwinkel als Stiftungsverein gegründet. In privater, ehrenamtlicher und unabhängiger Arbeit unterstützt der Verein kleinere nicht-staatliche Initiativen beim Aufbau und bei der Weiterführung sozialer und karitativer Hilfe in Osteuropa.
- Frauenchor kfd Voßwinkel

Die Entstehungsgeschichte des Frauenchors kfd Voßwinkel lässt sich bis 1958 zurückverfolgen, wo eine Frauenschola gebildet wurde. Diese Schola wurde 1977 zum Singekreis, der der katholischen Frauengemeinschaften Deutschlands angehörte und der kirchliche Veranstaltungen umrahmte. Am 11. November 1987 gründete sich der Frauenchor Voßwinkel und wurde damit neben dem kirchlichen Singen auch „weltlich“ tätig. Seit 1990 gab es alljährlich ein Offenes Singen. Wegen des fehlenden Sängerinnen-Nachwuchses wurde der Frauenchor zum 31. Dezember 2013 aufgelöst.
- Fuchs zu Fuchs

Das Hilfswerk Fuchs zu Fuchs gründete sich im Jahr 2017. Es sammelt Spenden und gibt finanzielle Unterstützung in unbürokratischer Weise an hilfsbedürftige Familien oder Personen im Ort.
- Kaninchenzuchtverein W332

Der Kaninchenzuchtverein wurde am 13. Januar 1912 unter dem Namen Kaninchenfreund gegründet und veranstaltete bereits im Juni 1912 die erste Kaninchenausstellung. Im Jahr 1928 gründete sich eine eigene Frauengruppe, die während des Zweiten Weltkrieges das Vereinsleben und die Kaninchenzucht zunächst aufrechterhielt. Im Jahr 1952 gründete sich die Frauengruppe neu, in den 1970er Jahren wurde außerdem eine Jugendgruppe gegründet. Jährlich am dritten Oktoberwochenende stellte er bis 2012 auf einer zweitägigen Zuchtschau die Ergebnisse seiner Bemühungen in der Voßwinkeler Schützenhalle aus. Seit 2014 ist er im Kaninchenzuchtverein W 332 Neheim und Umgebung organisiert.
- Kinder- und Jugendchor Voßwinkel

Der „Kinder- und Jugendchor Voßwinkel“ gründete sich am 15. Juni 1987. Nach einer sehr aktiven Anfangszeit besteht er heute im Wesentlichen als lockere Chorgemeinschaft von Schülern der Grundschule Voßwinkel.
- Kleiner Chor Vosswinkel

Der „Kleine Chor Voßwinkel“ wurde im Jahr 1997 gegründet. Er versteht sich als lockerer Zusammenschluss von Interessierten an gemeinsam durchzuführender Chormusik ohne religiösem Bezug.
- Kolpingsfamilie Voßwinkel

Die Kolpingsfamilie Voßwinkel gründete sich am 11. August 1947 mit vier Meistern und 22 Gesellen. Gründungs-Präses war Pfarrer Paul Lohoff. Eine Besonderheit war die seit Gründung von der Kolpingsfamilie jährlich am 3. Advent stattfindende Krippenschau, bei der selbst hergestellte Krippen ausgestellt und prämiert wurden. Wegen Überalterung löste sich die Kolpingsfamilie am 25. März 2012 mit zuletzt noch 77 Mitgliedern auf.
- Pfeifenclub Puba Voßwinkel

Der „Pfeifenclub Puba“ wurde am 14. März 1978 gegründet. Neben der Geselligkeit nehmen die Mitglieder an regionalen und überregionalen Wettkämpfen im „Pfeifelangsamrauchen“ teil. In den Jahren 1996, 2000, 2004 und 2015 wurde Puba jeweils deutscher Mannschaftsmeister in dieser Disziplin. 2003 und 2008 wurden in Voßwinkel die westdeutschen Meisterschaften ausgerichtet. Zudem hatte der Puba vom „Verband deutscher Pfeifenraucher e. V.“ (VdP) den Zuschlag zur Ausrichtung der deutschen Meisterschaft 2013 in Voßwinkel erhalten. Die Meisterschaft wurde dann im September erfolgreich durchgeführt. Dabei erreichte der Puba in der Mannschaftswertung den 3. Platz von insgesamt 21 teilnehmenden Mannschaften.
- Siedlergemeinschaft Voßwinkel

Die Siedlergemeinschaft Voßwinkel wurde in den 1950er Jahren gegründet und ist im Verband Wohneigentum e. V. organisiert. Der Verein wurde zum 31. Dezember 2014 aufgelöst.
- Urartu-Armenienhilfe e. V.

Die „Urartu-Armenienhilfe“ wurde im Jahr 1998 in Voßwinkel gegründet. Ziel ist die Hilfe gegen die Armut in Armenien und die Organisation von Hilfstransporten dorthin.
- VdK Ortsgruppe Voßwinkel

Die VdK Ortsgruppe Voßwinkel gründete sich als Bund der Körperbehinderten und Hinterbliebenen am 15. Dezember 1946. Waren es in der unmittelbaren Nachkriegszeit die Überlebensprobleme der Kriegsopfer und Hinterbliebenen, so stellen heute Behinderte und Sozialrentner den großen Teil der Mitglieder. Am 23. September 2022 löste sich die Ortsgruppe auf, da kein neuer Vorstand gebildet werden konnte.
- Verein für Sport und Gesundheit e. V.

Der Verein für Sport und Gesundheit e. V. ist ein gemeinnütziger ehrenamtlich geführter Therapiesportverein, der im Jahr 1986 durch Sportlehrer, Krankengymnasten und Sporttherapeuten in Voßwinkel gegründet wurde und auch heute dort seinen Sitz hat. Er erstellt Angebote in der Prävention, Sporttherapie und Rehabilitation anhand sportwissenschaftlich gesicherter Konzepte. Im Jahr 2011 nutzten rund 600 Männer und Frauen das Therapiesportangebot des Vereins.
- Verein zur Betreuung von Kindern an der Urbanus Grundschule Voßwinkel

Der Verein wurde 1996 aufgrund einer Elterninitiative gegründet und betreut zurzeit (2016) rund 70 Kinder. Die Angebote reichen von Hausaufgabenbetreuung über Spielangebote bis hin zu Ausflügen.

## Besondere Ereignisse

Schnadestein, aufgestellt beim Schnadegang 2006 an der engsten Stelle von Voßwinkel

- Tanz in den Mai, jährlich am 30. April in der Schützenhalle, veranstaltet von der Freiwilligen Feuerwehr Voßwinkel.
- Schnadegang, jährlich am 1. Mai, veranstaltet vom SGV Voßwinkel. Beim Schnadegang wird die Grenze Voßwinkels jeweils zu einem Drittel begangen. Beim Schnadegang 2006 wurde an der engsten Stelle Voßwinkels (siehe Abschnitt „Lage“ und dort Ausführungen zum „Voßwinkeler Tropfen“) ein Schnadestein aufgestellt. Zur Tradition des Schnadegangs zählt das „Poaläsen“, bei dem Bürger mit dem Po („Äs“) auf den Grenzstein („Poal“) gehoben werden, damit ihnen auf diese Art und Weise das Territorium des Dorfes bewusst werde.
- Schützenfest, jährlich am dritten Wochenende im Juni, veranstaltet vom Schützenverein St. Johannes-Baptist Voßwinkel. Traditionell wird das Schützenfest an drei Tagen (Samstag, Sonntag und Montag) gefeiert. Am Samstag wird der Schützenvogel auf die auf der Freizeitfläche Höppen Kopp stehende Vogelstange aufgesetzt. Am Sonntagnachmittag findet ein großer Festzug durch das Dorf statt. Am Montagmorgen wird ein neuer Schützenkönig durch das Abschießen des Schützenvogels (Vogelschießen) ermittelt. Nach Proklamation des neuen Königs in der Schützenhalle und der feierlichen Abholung seiner Königin wird das Schützenfest fortgesetzt. Am Montagnachmittag wird das neue Königspaar mit seinem Hofstaat durch einen weiteren Festumzug durch das Dorf allen Bewohnern präsentiert. Traditionelle Besonderheiten an Schützenfest sind die „Fröschelkes“ am Montagmorgen (meist junge Männer und Frauen werden von ihren Freunden bei Musik in eine mit Wasser voll gefüllte Badewanne „gesteckt“) und die „Sauerländer Quadrille“ (ein Tanz, der am Sonntag- und Montagabend in der Schützenhalle vorgeführt wird).
- „Voßwinkeler Reitertage“, jährlich am ersten Wochenende im September, veranstaltet vom Zucht-, Reit- und Fahrverein Voßwinkel, auf dem vereinseigenen Reitgelände.
- Jahreskonzert des Musikvereins Voßwinkel, jährlich am Vorabend zum ersten Advent in der Schützenhalle.
- Weihnachtsmarkt im Wildwald Voßwinkel, jährlich am zweiten und dritten Advent.

## Persönlichkeiten

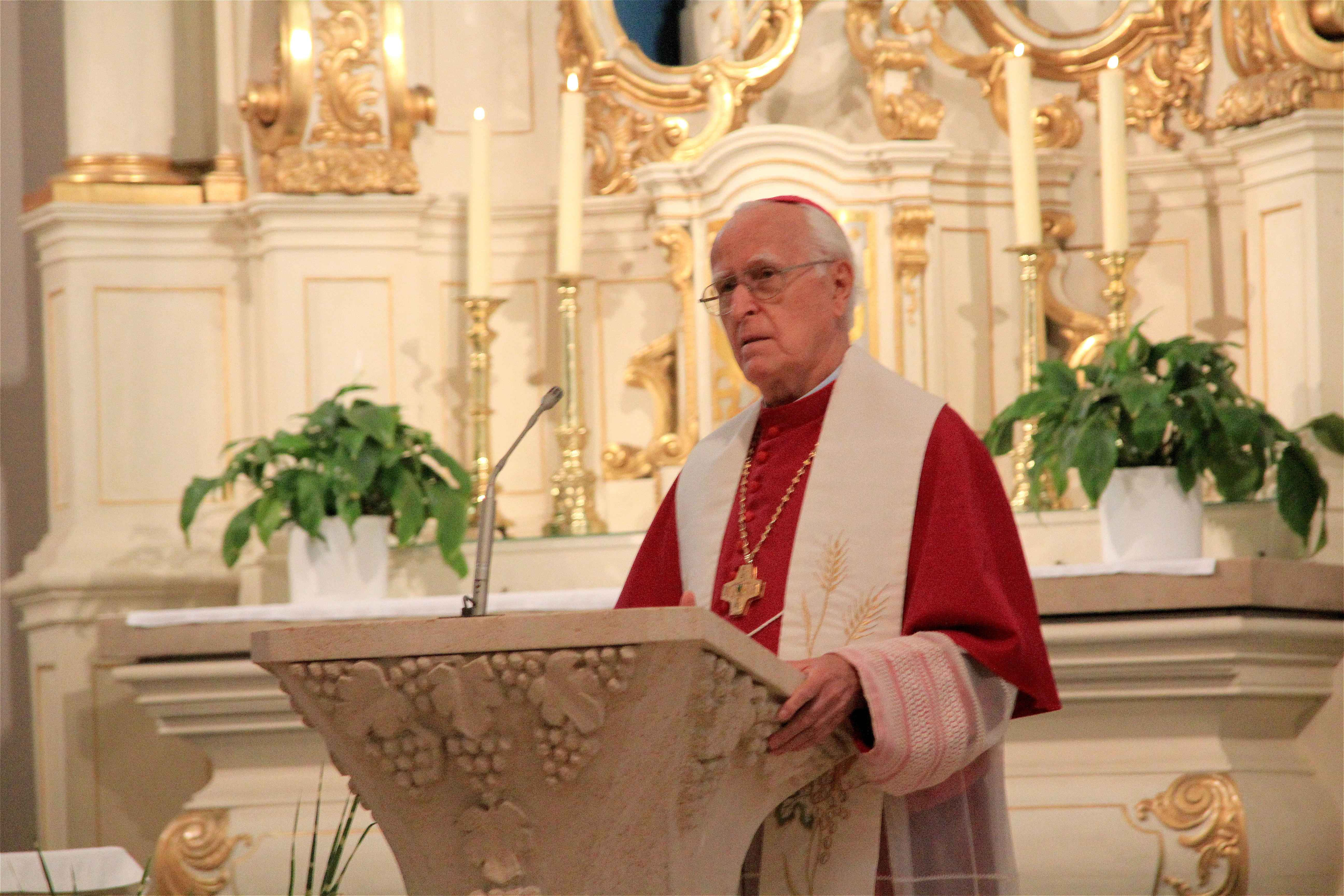
Karl Hesse bei einem Gottesdienst in Voßwinkel im September 2012

- Eike Bansen (* 1998), Fußballspieler (Torwart)[66] in der A-Jugend/U19 von Borussia Dortmund und U-19-Nationalspieler. Nach 2016 wurde er auch 2017 für seine herausragenden sportlichen Leistungen beim Dreikönigsempfang der Stadt Arnsberg mit dem Eintrag in das Goldene Buch der Stadt geehrt.[67]
- Arno Beringhoff (* 1970), Europameister im Tischfußball der Kategorie Doppel Masters Amateure 2008, lebt heute in Arnsberg-Müschede
- Csilla Freifrau von Boeselager (1941–1994), Mitbegründerin des ungarischen Malteser-Caritas-Dienstes
- Wolfhard Freiherr von Boeselager (* 1936), von 1970 bis 2006 Geschäftsführer des Land-, Forst- und Immobilienbesitzes Boeselager Voßwinkel auf Schloss Höllinghofen, Träger des Bundesverdienstkreuzes am Bande
- Christian Braatz (* 1978), Zauberkünstler aus Voßwinkel, Künstlername = Chris Monroe (Magic Chris), silberner Preisträger im Jahr 2007 und 4. Platz bei den deutschen Meisterschaften 2008 in Neuss in der Sparte Großillusion des Magischen Zirkels von Deutschland.
- Wilhelm Deimen (1896–1971), Kommunalpolitiker und Amtsbürgermeister des Amtes Menden 1948–1969, Träger des Ehrenringes des Kreises Iserlohn, Träger des Bundesverdienstkreuzes am Bande
- Heinrich Giese (1863–1937), Hofrat in Wien und Beichtvater Kaiser Franz Josephs I., Reformer des Lehrerbildungswesens in Österreich, Gründer von Heimen für Mädchen und Kinder, Präsident des Caritasverbandes der Erzdiözese Wien
- Franz Hallermann (1942–2020), mehrfacher Deutscher Meister der Geflügelzucht der Rasse Sussex
- Wilhelm Hertin (1880–1968), Kommunalpolitiker und ehrenamtlicher Landrat des Kreises Arnsberg
- Karl Hesse (1936–2023), Erzbischof von Rabaul in Papua-Neuguinea
- Raphael von Hoensbroech (* 1977), Intendant des Konzerthauses Dortmund ab der Saison 2018/19[68]
- Johannes Leonhard Kaufhold (1923–2004), freischaffender Künstler, Medailleur, Bildhauer, Maler, Zeichner und Designer. Lebte 1974–2004 in Voßwinkel
- Günter Keute (* 1955), Profi-Fußballspieler von 1980 bis 1984 mit 106 Bundesligaspielen bei Eintracht Braunschweig
- Rainer Lux (* 1951), Abgeordneter des Landtages NRW von 1995 bis 2010, Träger des Bundesverdienstkreuzes am Bande
- Kathrin Müller (* 1985), deutsche Vizemeisterin im Springreiten 2012 auf Shakespeare[69]
- Josef Neuhaus (1921–2000), Vorsitzender des Vereinsring Voßwinkel von 1979 bis 1990, langjähriger Vorsitzender verschiedener örtlicher Vereine (z. B. Behinderten-Sportgemeinschaft Neheim-Hüsten, von 1982 bis 1999 VdK-Ortsgruppe Voßwinkel), Träger des Bundesverdienstkreuzes für seinen Einsatz
- Margarethe Nolte (* 1934), Schriftstellerin, Mitglied im Werkkreis Literatur der Arbeitswelt, zahlreiche Veröffentlichungen und Auszeichnungen, lebt heute in Dollart (Bunde)
- Dietmar Ostwald (* 1953), Schriftsteller, zahlreiche Veröffentlichungen und Lesungen, lebt seit 1975 in Voßwinkel[70]
- Markus Pape (* 1981), Koch und Küchenmeister aus Voßwinkel, 15 Punkte Gault-Millau, Mitglied der deutschen Fußballnationalmannschaft der Spitzenköche und der Jeune Restaurateurs
- Alex Paust (* 1945), Bürgermeister der Stadt Arnsberg von 1984 bis 1999
- Michael Rademacher (* 1952), Kommunalpolitiker, Fraktionsvorsitzender der SPD im Kreistag des Hochsauerlandkreises von 1994 bis 2003, Vorsitzender verschiedener örtlicher und überörtlicher Vereine, Träger des Bundesverdienstkreuzes am Bande[71]
- Caspar Risse (1850–1923), gelisteter Landschaftsmaler der Düsseldorfer Malerschule, Kunstakademie Düsseldorf von 1866 bis 1872, findet sich in der Schüler-Liste der Dücker-Schule. Bekanntestes Aquarell-Bild: „Das Berger Tor“, 1917, hängt im Stadtmuseum Düsseldorf[72]
- Harald Rüschenbaum (* 1956), Schlagzeuger, Solist und Leiter vom Trio bis zur Big Band, Künstl. Leiter der Landesjugend Jazzorchesters Bayern, 2003 Verleihung des Bundesverdienstkreuzes, 2006 Verleihung der Carl-Orff-Medaille
- Erhard Schäfer (* 1937), Kommunalpolitiker, Träger des Bundesverdienstkreuzes (Verdienstmedaille)[73]
- Jörg Scherf (* 1976), Profi-Radrennfahrer 1998 im Team Gerolsteiner, 1999 bis 2000 im Team Cologne und 2001 im Comnet Cycle Team. Er ist seit 2016 Team-Manager im Team Sauerland NRW p/b Henly & Partners
- Andreas Schreiber (* 1960), deutscher Meister im Pfeifelangsamrauchen 2000
- Paul Senske (* 1949), Chefredakteur von Radio Sauerland
- Toett (Detlef Götte), Musiker (Keyboards, Percussion) in der Band Phillip Boa and the Voodooclub von Phillip Boa, wohnhaft in Voßwinkel seit 2005